# قصر البارون إمبان
قصر البارون إمبان أو (بالفرنسية: Le Palais Hindou)‏ أو (بالإنجليزية: The Hindu Palace)‏ هو أحد قصور مصر الأثرية ذات الطراز المعماري الخاص. شيده المليونير البلجيكي البارون ادوارد إمبان (بالفرنسية: Édouard Louis Joseph Empain, Baron Empain)‏ الذي جاء إلى مصر قادماً من الهند في نهاية القرن التاسع عشر بعد وقت قليل من افتتاح قناة السويس، فشرع في إقامة مشروع سكني جديد في صحراء القاهرة تحت اسم «هيليوبوليس»، وقرر إنشاء قصره الخاص بها فاختار تصميماً على طراز العمارة الهندوسية الأوروبية للمعماري الفرنسي ألكساندر مارسيل كان معروضاً خلال معرض هندسي في باريس، بدأ بناء القصر في عام 1906م وافتتح في عام 1911م. منذ الخمسينات ومع تناقل ملكية القصر بدأ القصر يتعرض للإهمال حتى قامت الحكومة المصرية بشرائه في عام 2005 لقيمته الأثرية والمعمارية، وبدأت وزارة الآثار المصرية أعمال ترميمه في عام 2017 والتي انتهت بافتتاحه في عام 2020. يقع القصر حالياً في قلب منطقة مصر الجديدة بالقاهرة.:362:363:20:22

## المُنشئ

البارون إمبان.

البارون إدوارد إمبان (بالفرنسية: Édouard Louis Joseph Empain, Baron Empain)‏ هو مهندس ومؤسس مشاريع ومالي وصناعي ورحال من أثرياء بلجيكا من مواليد 20 سبتمبر 1852، منحه ليوبولد الثاني ملك بلجيكا لقب بارون في عام 1907م تقديراً لمجهوداته في تمويل مستعمرات المملكة البلجيكية.:197
لم يقتصر البارون نشاطه على المجالين الاقتصادي والهندسي فقط، بل امتد إلى مجالات السفر والترحال، فانطلق بأمواله إلى عدة بلدان مثل المكسيك والبرازيل والكونغو والهند حيث استطاع تنمية ثروته، وانتهى به الترحال إلى مصر فوصل إلى القاهرة في نهاية القرن التاسع عشر، بالتحديد بعد عدة سنوات من افتتاح قناة السويس، ولم تمضِ أيام حتى عشق الرجل مصر، واتخذ قراره بالبقاء فيها. وكتب في وصيته أن يدفن في أرضها حتى لو وافته المنية خارجها وهو ما حدث بعد أن توفي في بلجيكا في 22 يوليو 1929م ونقل جثمانه إلى كنيسة البازيليك في هيليوبوليس.:159:157

## المهندس
ألكسندر أوغست لويس مارسيل هو مهندس معماري ومخطط حضري فرنسي (11 سبتمبر 1860 - 30 يونيو 1928م)، انتخب في 27 نوفمبر 1926م عضواً في أكاديمية الفنون الجميلة (قسم العمارة)، من أهم أعماله قصر البارون والقاعة الكبرى لفندق هيليوبوليس في القاهرة، قصر مهراجا كابورتالا في الهند، البرج الياباني وكشك الجناح الصيني في حديقة قلعة لايكين ببروكسل، النصب التذكاري لذكرى سرب لافاييت الأمريكي في باريس.:186
عندما قرر البارون إقامة قصره الخاص في الضاحية المصرية حديثة النشأة آنذاك «هيليوبوليس»، اختار تصميم المهندس المعماري الفرنسي ألكساندر مارسيل (بالإنجليزية: Alexandre Marcel)‏ خلال عرضه في معرض هندسي في باريس عام 1905، والذي تميز بتصميم داخلي على طراز العصور الوسطى الأوروبية وتصميم خارجي على طراز المعابد الهندوسية التي من أمثلتها معبد أنكور وات (بالإنجليزية: Angkor Wat)‏ في كمبوديا ومعبد كاشي فيشواناث (بالإنجليزية: Kashi Vishwanath)‏ في ولاية أتر برديش ومعابد ولاية أوديشا في الهند. فيما عهد بزخرفة القصر إلى الفنان جورج لويس كلود (بالإنجليزية: Georges Louis Claude)‏.

## التاريخ

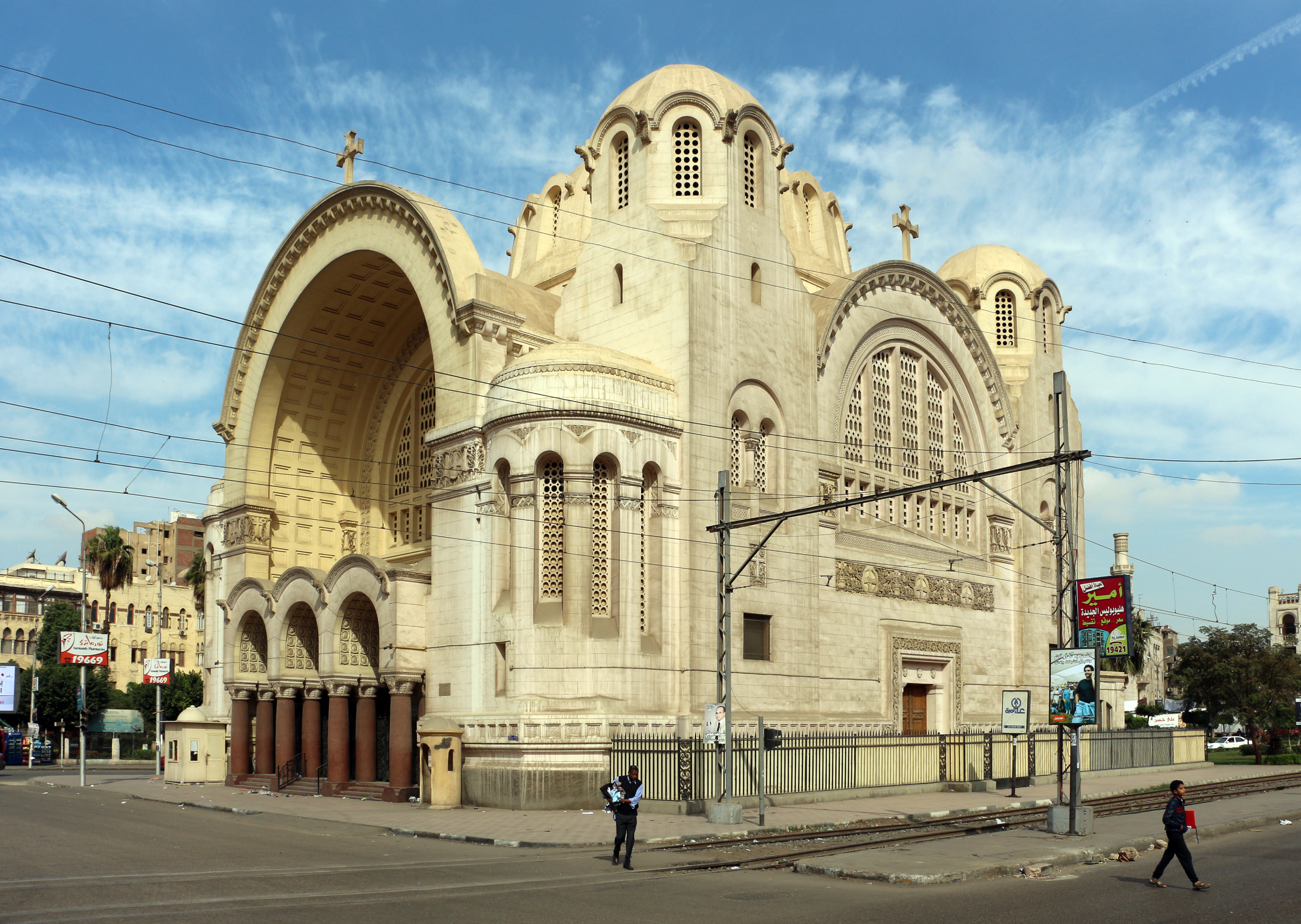
كنيسة البازيليك.

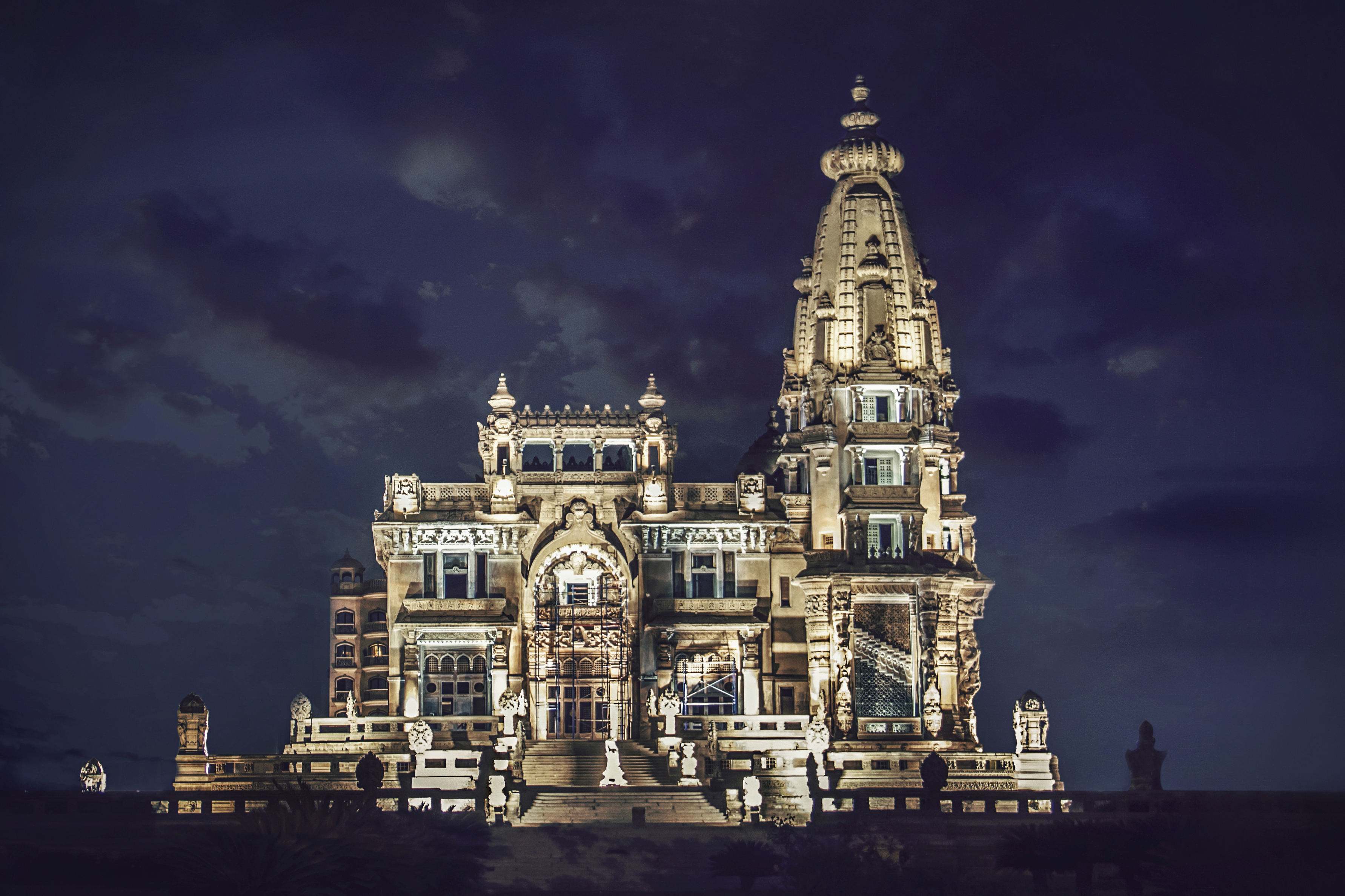
القصر من الخارج.

عرض البارون إمبان على الحكومة المصرية فكرة إنشاء حي في صحراء شرق القاهرة واختار لها اسم (هيليوبوليس) أي «مدينة الشمس» واشترى البارون الفدان بجنيه واحد فقط لافتقار المنطقة إلى المرافق والمواصلات والخدمات، وحتى يستطيع البارون جذب الناس إلى ضاحيته الجديدة فكر في إنشاء مترو وكلف المهندس البلجيكي أندريه برشلو الذي كان يعمل في ذلك الوقت مع شركة مترو باريس بإنشاء خط مترو يربط الضاحية الجديدة بالقاهرة، كما بدأ في إقامة المنازل على الطراز البلجيكي الكلاسيكي بالإضافة إلى مساحات كبيرة تضم حدائق، وبني فندقاً ضخماً هو فندق هليوبوليس القديم الذي ضُمَّ لاحقاً إلى القصور الرئاسية بمصر ويستخدم حالياً كمقر رسمي لرئيس الجمهورية تحت اسم «قصر الاتحادية».:404:405:44:45
قرر البارون إمبان أن يكون أحد أولى بنايات الضاحية القاهرية الجديدة قصره الخاص، ليبدأ البناء في عام 1906م ويكتمل ويتم افتتاحه في عام 1911م بحضور السلطان حسين كامل، أقام البارون إمبان في القصر منذ ذلك الوقت، ومن بعده انتقلت ملكية القصر إلى ابنه «جان» حتى وفاته في عام 1946م فدفن بجوار والده في كنيسة البازيليك. انتقلت ملكية القصر بعد ذلك إلى أحفاد البارون إمبان بعد وفاة والدهم «جان»، ومنذ ذاك الوقت تعرض القصر للإهمال لسنوات طويلة، ثم بيع في عام 1954م بمحتوياته عبر مزاد علني إلى السوري محمد بهجت الكسم والسعودي محمد علي رضا وشقيقه علي علي رضا مقابل مبلغ قدره 160 ألف جنيه فقط. وفي عام 1993م سجل القصر رسمياً كأثر. وفي عام 2005م اشترته وزارة الإسكان المصرية من ملاك القصر السوريين والسعوديين مقابل منحهم قطعة أرض بديلة بالقاهرة الجديدة بقيمة تساوي الثمن المقدر للقصر وقتها وهو 125 مليون جنيه مصري (21.5 مليون دولار أمريكي).

### استخدامات القصر قبل الترميم
بجانب استخدامه كموقع للتصوير الفوتوغرافي، ظهر القصر عدة مرات في عدد من الأعمال الفنية كان منها:
- فيلم حبي الوحيد، إنتاج عام 1960، بطولة كمال الشناوي وعمر الشريف ونادية لطفي وشويكار.
- فيلم الهارب، إنتاج عام 1974، بطولة شادية ومريم فخر الدين وكمال الشناوي وحسين فهمي.
- فيلم آسف على الإزعاج، إنتاج عام 2008، بطولة أحمد حلمي ومنة شلبي.
- فيلم قصر البارون، أعلن عنه عام 2013 ولم يعرض، بطولة رزان مغربي وسعيد صالح وراندا البحيري.
- فيلم حياتي مبهدلة، إنتاج عام 2015، بطولة محمد سعد ونيكول سابا.
- كليب أول مرة، إنتاج عام 2015، غناء محمد حماقي ودنيا سمير غانم.
- فيلم منطقة محظورة، إنتاج عام 2016، بطولة محمد فكري وياسمين عمر وعادل عبد الرازق.[17][18]

في عام 1997 استغله بعض الشباب بطريقة غير شرعية لإقامة حفلاً صاخباً انتهت بقضية جنائية شغلت الرأي العام المصري.

## التصميم
يقع القصر على مساحة 12.5 ألف متر. واستلهم تصميمه الخارجي من المعابد الهندوسية القديمة، وتصميمه الداخلي من فنون عصر النهضة الأوروبية، بطريقة تجعل الشمس لا تغيب عن حجراته وردهاته أبدًا.
المساحة الداخلية للقصر صغيرة نسبياً فهو مكون من سبع حجرات موزعة على طابقين. الطابق الأول يضم صالة كبيرة وثلاث غرف إحداها للضيافة والثانية للمائدة أما الثالثة فخصصت للعب البلياردو، وعن طريق السلم الرخامي المزين بدرابزين محلى بتماثيل هندية صغيرة دقيقة الصنع يصعد إلى الطابق الثاني الذي يتكون من صالة كبيرة وأربع غرف نوم واسعة أرضياتها من الباركيه ولكل منها حمامها الخاص الذي تكسوه بلاطات من الفسيفساء ذات الألوان الزرقاء البرتقالية والحمراء في تشكيلات لونية متناسقة، ولكل غرفة شرفة خاصة محمولة على تماثيل الفيلة الهندية وغطيت أرضيتها بالفسيفساء الملونة وبها مقاعد ملتوية تحيط بها التماثيل من كل جانب.
سطح القصر «البانوراما» أشبه بمنتزه استخدم في بعض الحفلات التي يقيمها البارون، وكان مكانه المفضل لتناول الشاي وقت الغروب، وجدران السطح عليها رسوم نباتية وحيوانية وكائنات خرافية، ويصعد إليه بواسطة سلم مصنوع من خشب الورد الفاخر.
خصص البدروم (السرداب) للمطابخ وأماكن انتظار السيارات وحجرات الخدم والمغاسل الرخامية، ويتصل بقاعة المائدة عن طريق مصعد مصنوع من خشب الجوز. على الجانب الأيسر للقصر برج كبير كان يدور على قاعدة متحركة دورة كاملة كل ساعة ليتيح لمن يجلس به أن يشاهد ما حوله في جميع الاتجاهات، ويتألف من أربع طوابق يربطها سلم حلزوني تتحلى جوانبه الخشبية بالرخام وعلى درابزينه نقوش من الصفائح البرونزية مزينة بتماثيل هندية دقيقة النحت. وحول القصر حديقة فناء بها زهور ونباتات، وأسفله نفق يصل بينه وبين «كنيسة البازيليك».
استخدم في بناء القصر المرمر والرخام الإيطالي والزجاج البلجيكي البلوري الذي يمكن من بداخل القصر أن يرى كل من في الخارج، ويتصدر مدخله تماثيل الفيلة، فيما ينتشر العاج داخل وخارج القصر، وترتفع النوافذ المصنوعة على الطراز العربي وتنخفض مع تماثيل هندية بوذية. وعلى شرفات أبوابه زخارف إغريقية دقيقة الصنع.
يضم القصر مجموعة من التماثيل والتحف النادرة المصنوعة بدقة من معادن نفيسة، منها ما جلبه البارون من الهند مثل تماثيل بوذا والتنين الأسطوري، ومنها أوروبي الطراز المصنوع من الرخام الأبيض ذو ملامح يونانية ورومانية، بالإضافة إلى تماثيل لراقصات يؤدين حركات تشبه حركات راقصات الباليه. وداخل القصر ساعة أثرية قديمة توضح الوقت بالدقائق والساعات والأيام والشهور والسنين مع توضيح تغييرات أوجه القمر ودرجات الحرارة.

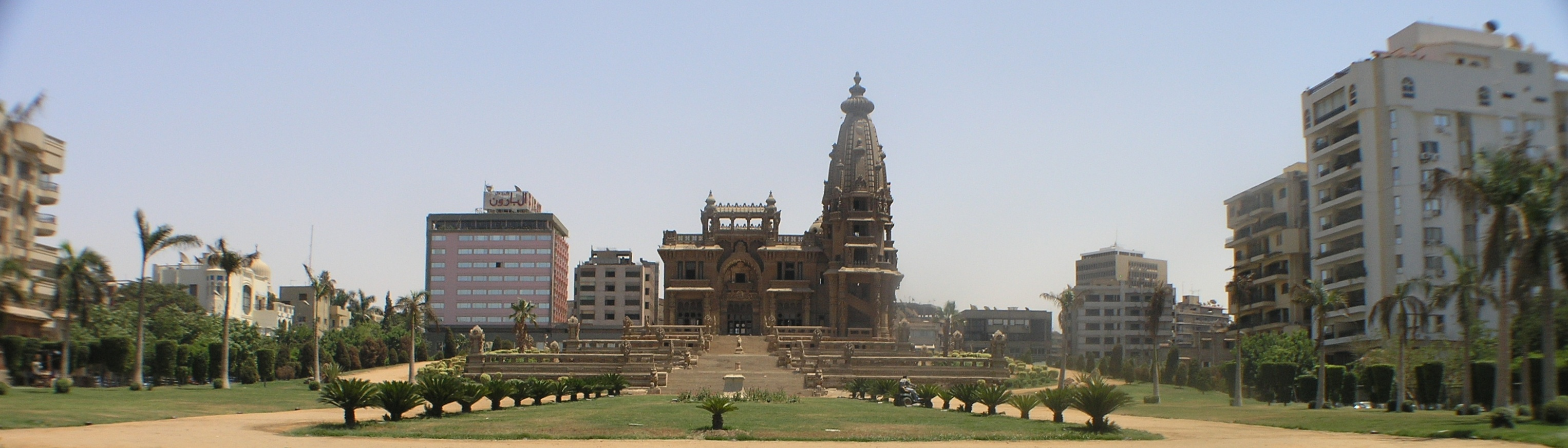
صورة بانورامية القصر البارون إمبان.

## الترميم

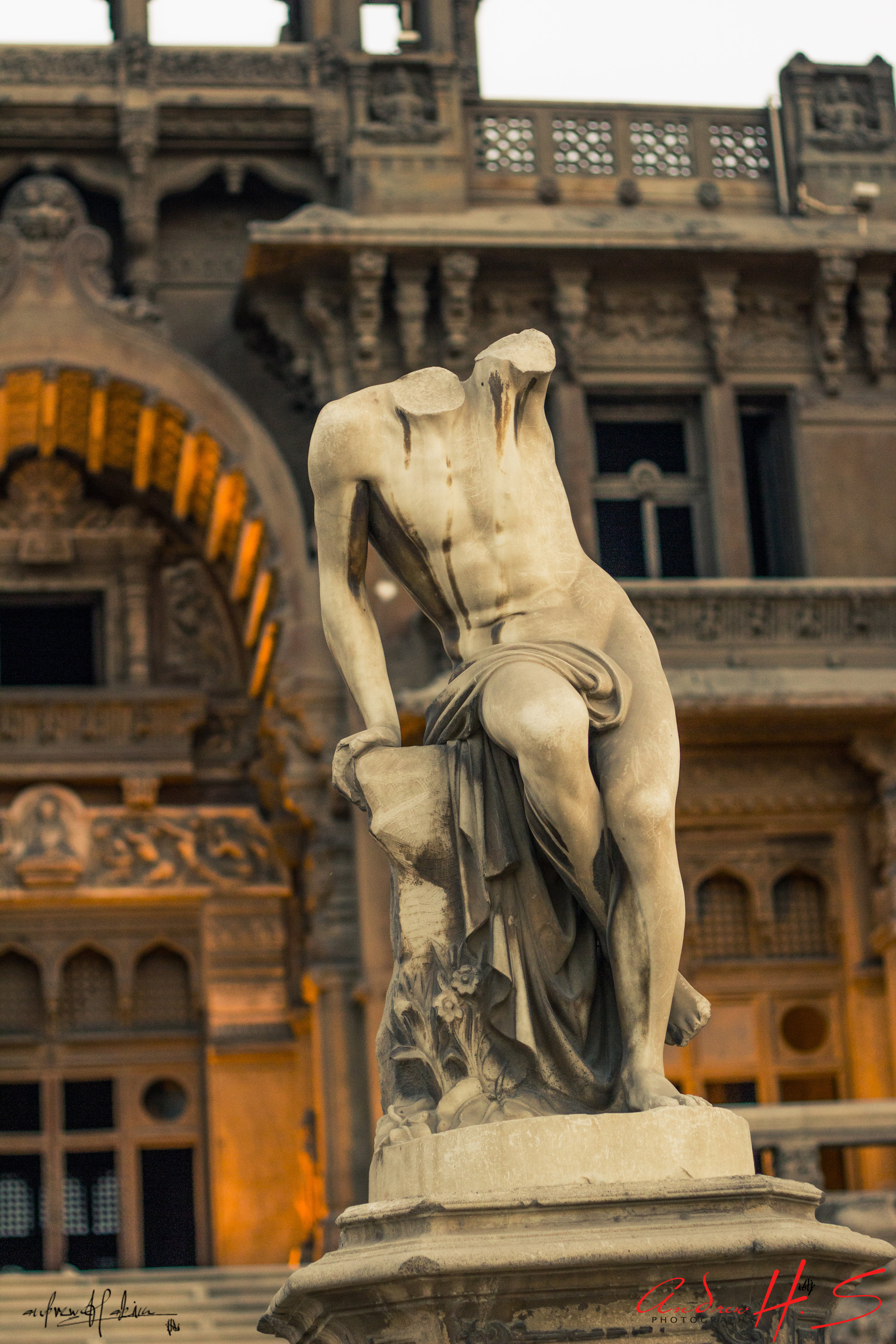
أحد التماثيل على الطراز الأوروبي.

في عام 2017 بدأت شركة المقاولون العرب المكلفة من الهيئة الهندسية للقوات المسلحة بالتعاون مع وزارة الآثار في أعمال ترميم القصر، بعد أن تسلمت كافة المستندات والدراسات الخاصة بالمشروع من المكتب الاستشاري المكلف من وزارة الآثار بعمل الدراسات الخاصة بترميم وتطوير القصر. قدر للمشروع تكلفة بلغت 113.738 مليون جنيهاّ مصرياّ بتمويل حكومي، وساهمت بلجيكا بمنحة بلغت 16 مليون جنيه مصري. انتهت أعمال الترميم وافتتح القصر في 29 يونيو 2020 بحضور رئيس الجمهورية عبد الفتاح السيسي ورئيس مجلس الوزراء مصطفى مدبولي ووزير السياحة والآثار خالد العناني.
 أعمال الدراسات الاستشارية 
- أعمال الرصد والرفع المساحي للأثر وتحديد حالته الإنشائية.
- حجم وعدد الشروخ الموجودة وحالة التربة والأساسات.
- أعمال التوثيق الفوتوغرافي وجسات وحفر كشفية والتي أشارت إلى استقرار المبنى إنشائيًا.
- إعداد ملف توثيق متكامل لكافة العناصر الأثرية والواجهات والمساقط الأفقية للقصر باستخدام المسح ثلاثي الأبعاد ومحطات الرصد المتكاملة.[24]

 أعمال الترميم 
- التدعيم الإنشائي للأسقف، وترميمها وتشطيب الواجهات وتنظيف وترميم العناصر الزخرفية.
- استكمال النواقص من الأبواب والشبابيك ونزع جميع الأسقف والكرانيش الجصية.
- ترميم الأعمدة الرخامية والأبواب الخشبية والشبابيك المعدنية.
- ترميم الشبابيك الحديدية المزخرفة على الواجهات الرئيسية واللوحة الجدارية أعلى المدخل الرئيسي، والتماثيل الرخامية.
- رفع كفاءة الموقع العام للقصر وتنسيق الحديقة الخاصة به.

تمت أعمال الترميم مع مراعاة معايير الأصالة الخاصة بالقصر عن طريق إزالة الأسوار الحديدية غير الأثرية والتي تم إنشاؤها حول القصر عام 2006 لسوء حالتها، كما أنها لا تتجانس مع طبيعة الأثر، وتمت الاستعانة برسومات المصمم الأصلي للقصر لإنشاء أسوار بنفس تصميم الأسوار الأصلية، والتي كانت قاعدة طولية خرسانية أسفل منسوب سطح الأرض، يعلوها أعمدة بانوهات حديدية بطول الواجهات، مع وجود اعمده حجرية بقطاع صغير موزعة على مسافات لتثبيت البانوهات الحديدية للأسوار، وهي أسوار لا تعوق أو تحجب رؤية القصر.

### لون القصر الأصلي
أثناء أعمال الترميم ومع تغير لون القصر عن ما هو مألوف لدى العامة، ظهرت انتقادات للون الذي ظهر عليه القصر، ردت عليه وزارة الآثار المصرية بأن اللون الأصلي للقصر هو لون السنة المحروقة، وأنه لم يتم تغيير اللون الأصلي للقصر بعد ترميمه، ولكن تم إعادة الشئ إلى أصله على عكس المعتقد، إلا أن الأمر اختلط على مشاهدي القصر لعدم معرفتهم باللون الأصلي للقصر الذي اختفى مع الوقت وعقود من الإهمال، حيث أثبتت الدراسات والوثائق التاريخية ألوان القصر الأصلية والتي تضمنت عدة وثائق مثل:
- «أن الواجهات كانت مغطاة بلون أبيض مع لون طوبي محروق مستوحى من معابد القرن الثاني عشر من شمال الهند» – Amelie D Arschot، Le roman D Heliopolis - Page 178
- «أن البارون إمبان أراد أن يميز قصره عن باقي عمائر هيليوبوليس التي كانت تتميز بلون الصحراء "اللون الترابي" واختار الطوبي المحروق» – Anne Van Loo، Helopolis - Page 135
- وثيقة فرنسية تاريخية يرجع تاريخها إلى تاريخ بناء القصر عام 1911، أن القصر تم دهانه باللون burnt Sienna الطوبي المحروق.

كما أن التوثيق الفوتوغرافي الذي تم عمله قبل الترميم يظهر اللون الأبيض لباطن القبو الغائر للمدخل وهو من الجبس، وكذلك لون الواجهات قبل أعمال الترميم وهو لون طوبي محروق، وهي الألوان التي ظهرت بعد عمليات التنظيف وإزالة الاتساخات.

## الوصول والدخول

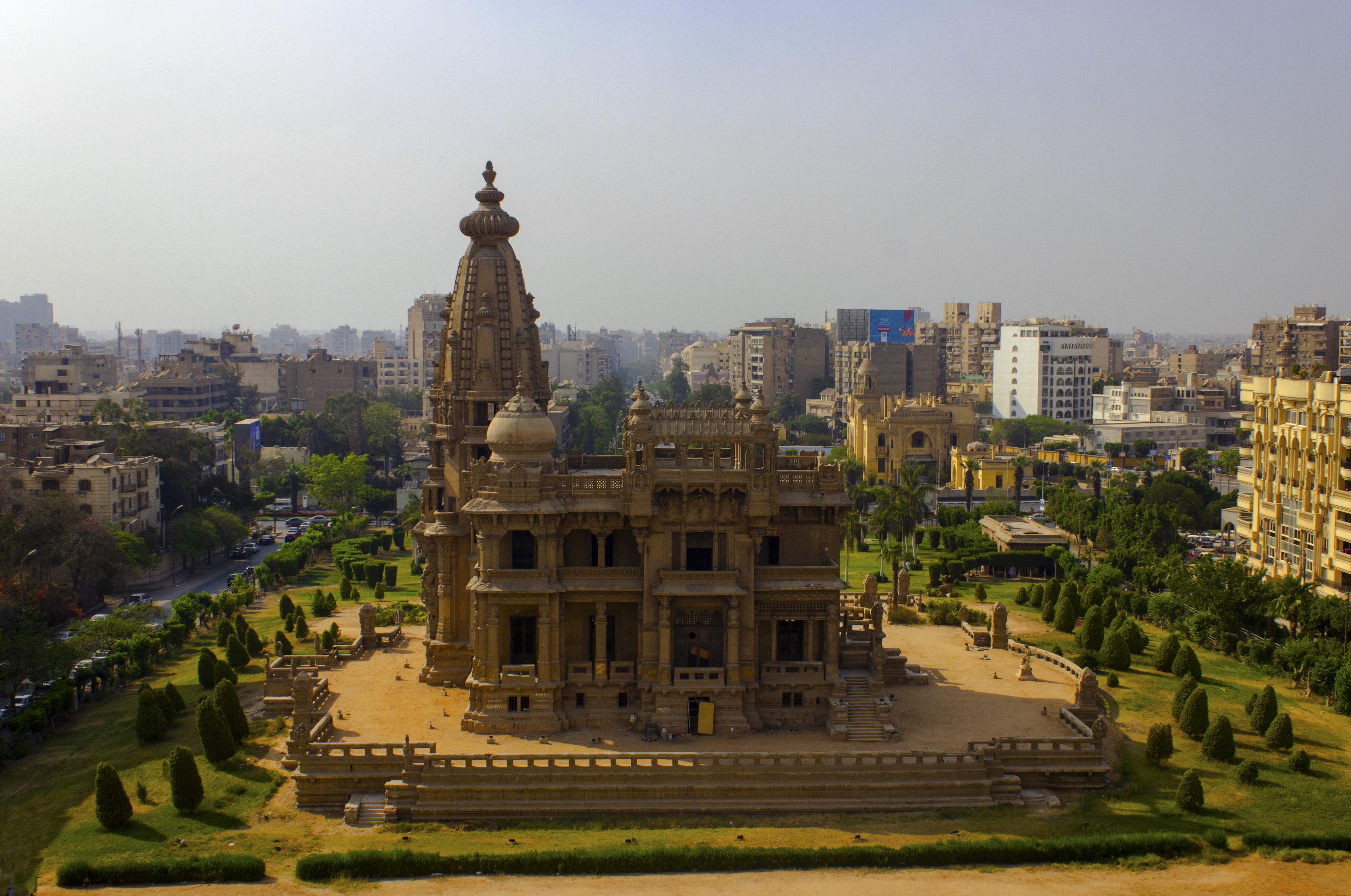
القصر من الخارج وتحيط به الشوارع الأربعة.

يقع مدخل القصر الرئيسي على الطريق المؤدي إلى مطار القاهرة الدولي (شارع العروبة) في حي مصر الجديدة، ويحيط به أربع شوارع من اتجاهاته الأربعة هي العروبة وابن بطوطة وابن جبير وحسن صادق. ويمكن الوصول إليه باستخدام المواصلات العامة أو السيارات الخاصة، أو مترو الأنفاق والخروج من «محطة كلية البنات» والمشي لعدة دقائق حتى الوصول إلى القصر. تبدأ مواعيد زيارة القصر من الساعة 9 صباحاً وحتى 4 عصراً.

### أسعار التذاكر
تسدد قيمة التذاكر بالجنيه المصري وتنقسم إلى ثلاثة أنواع:
- تذكرة زيارة القصر والحدائق الخارجية وعربة الترام.
- تذكرة منطقة البانوراما.[32][33][34]
- تذكرة التصوير الفوتوغرافي.[35]

| الزائرين    | المصريين | الطلبة المصريين | المصريين فوق سن الـ 60 | الأجانب | الطلبة الأجانب | البانوراما للمصريين | البانوراما للأجانب | التصوير في مواعيد العمل الرسمية | التصوير في غير مواعيد العمل الرسمية |
| ----------- | -------- | --------------- | ---------------------- | ------- | -------------- | ------------------- | ------------------ | ------------------------------- | ----------------------------------- |
| سعر التذكرة | 20       | 10              | مجانية                 | 100     | 50             | 20                  | 50                 | 650                             | 1150                                |

## معرض صور

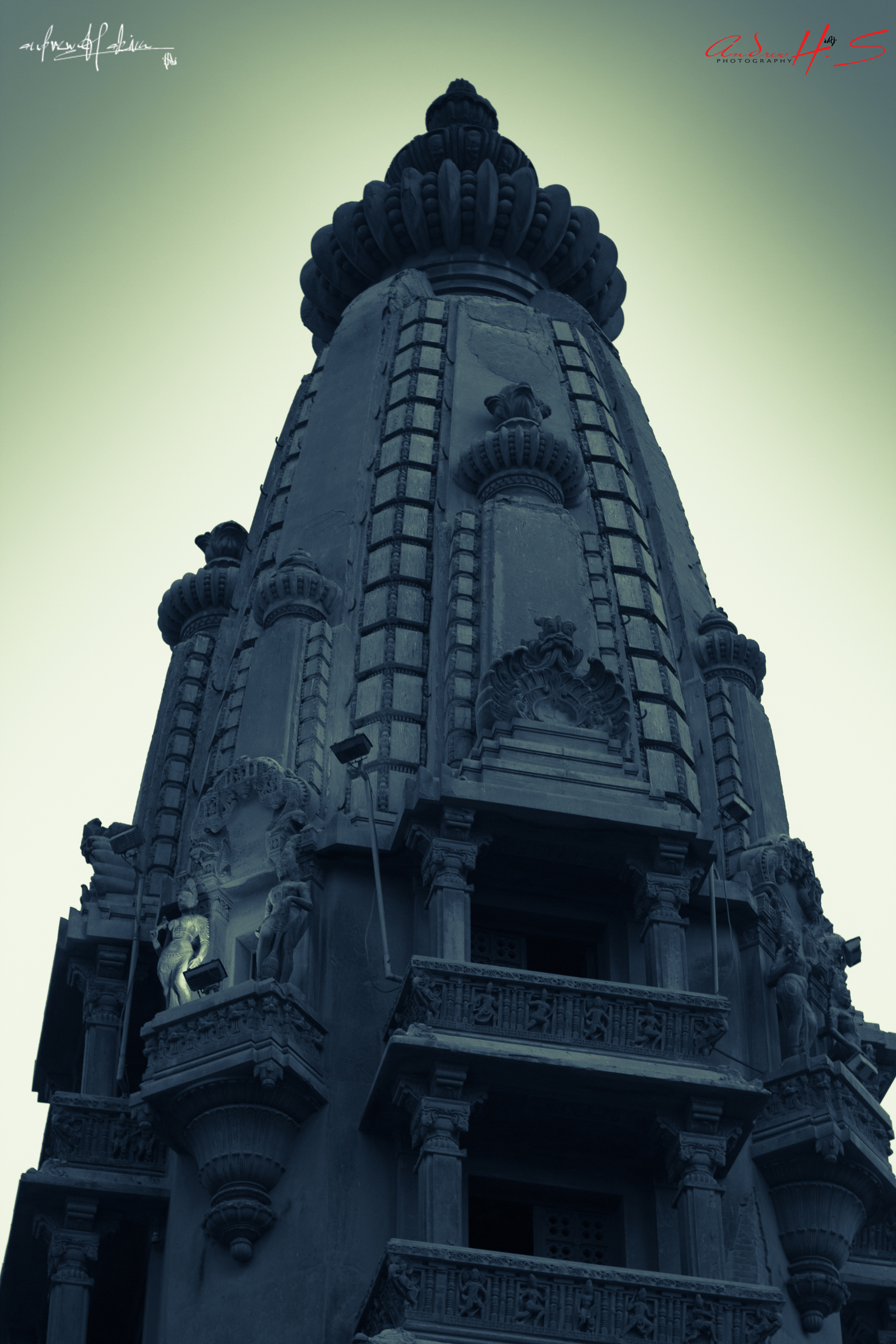
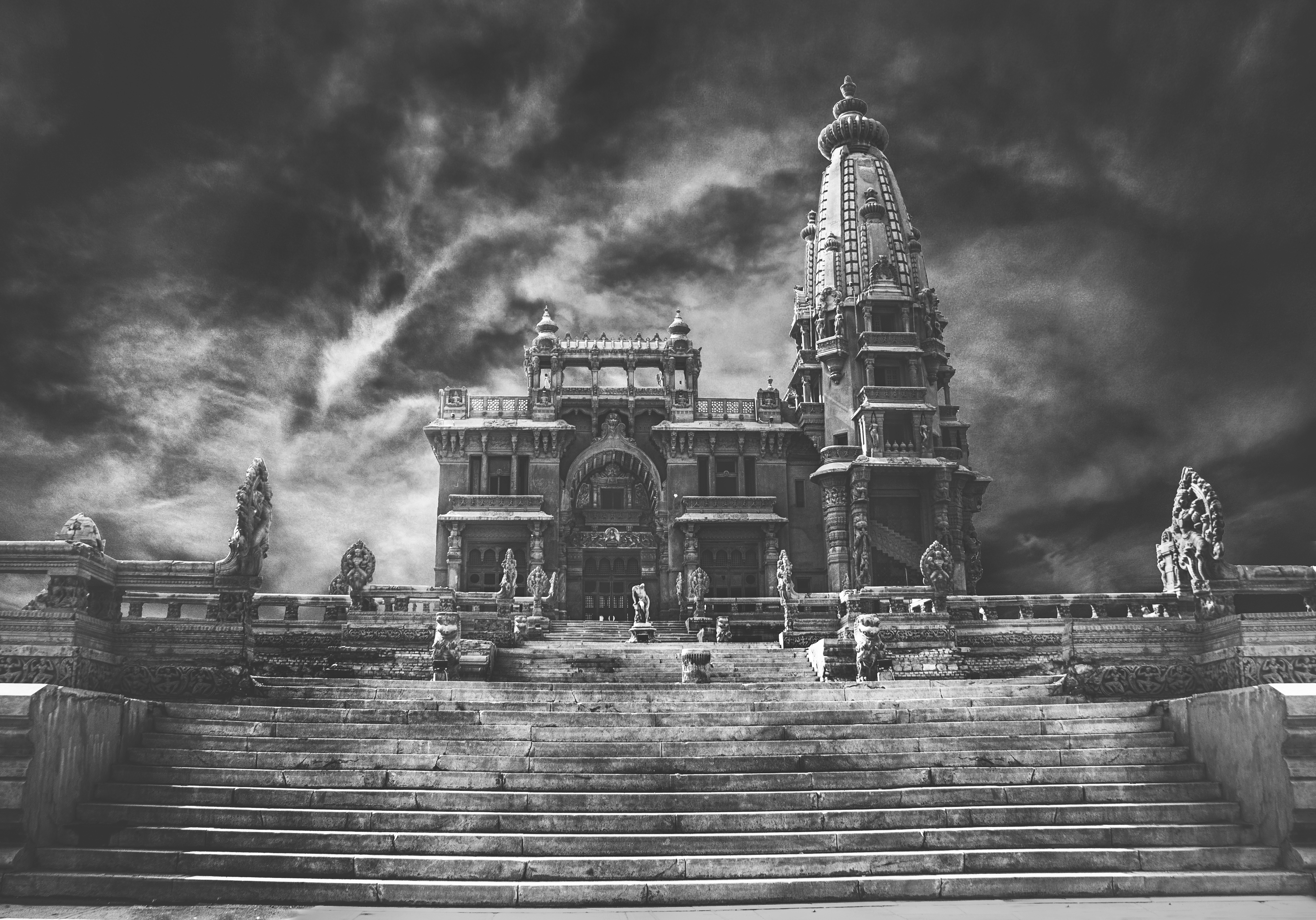
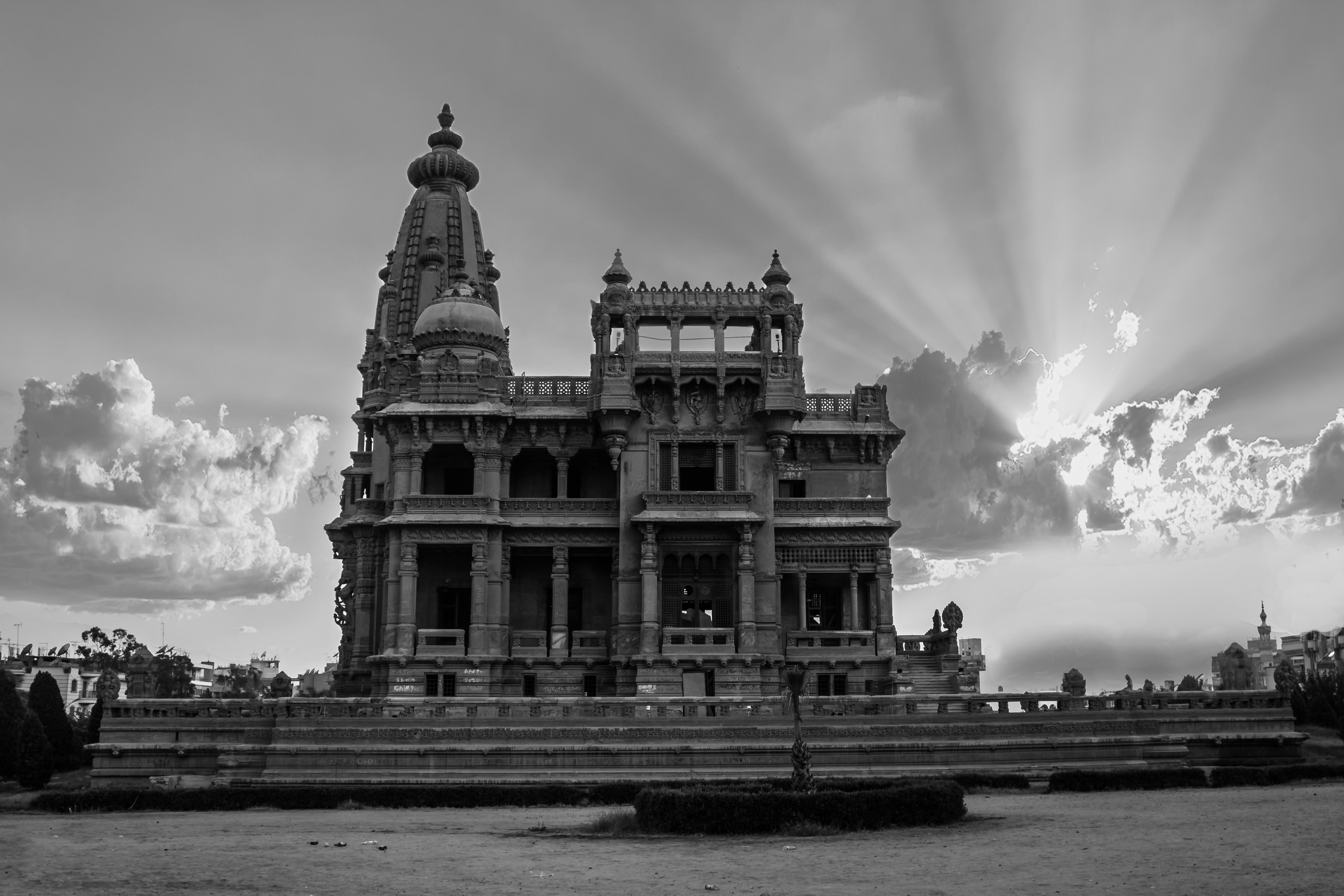
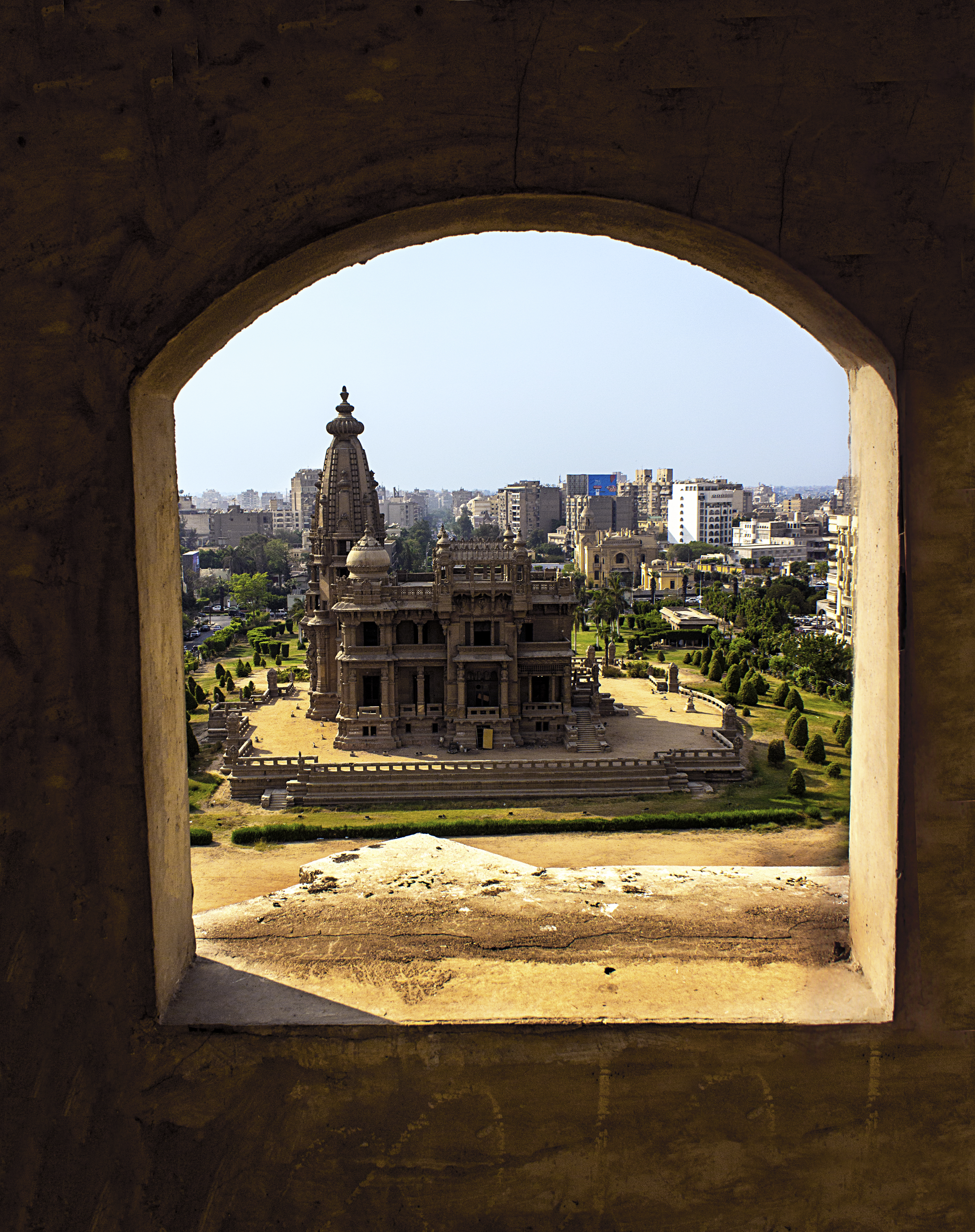
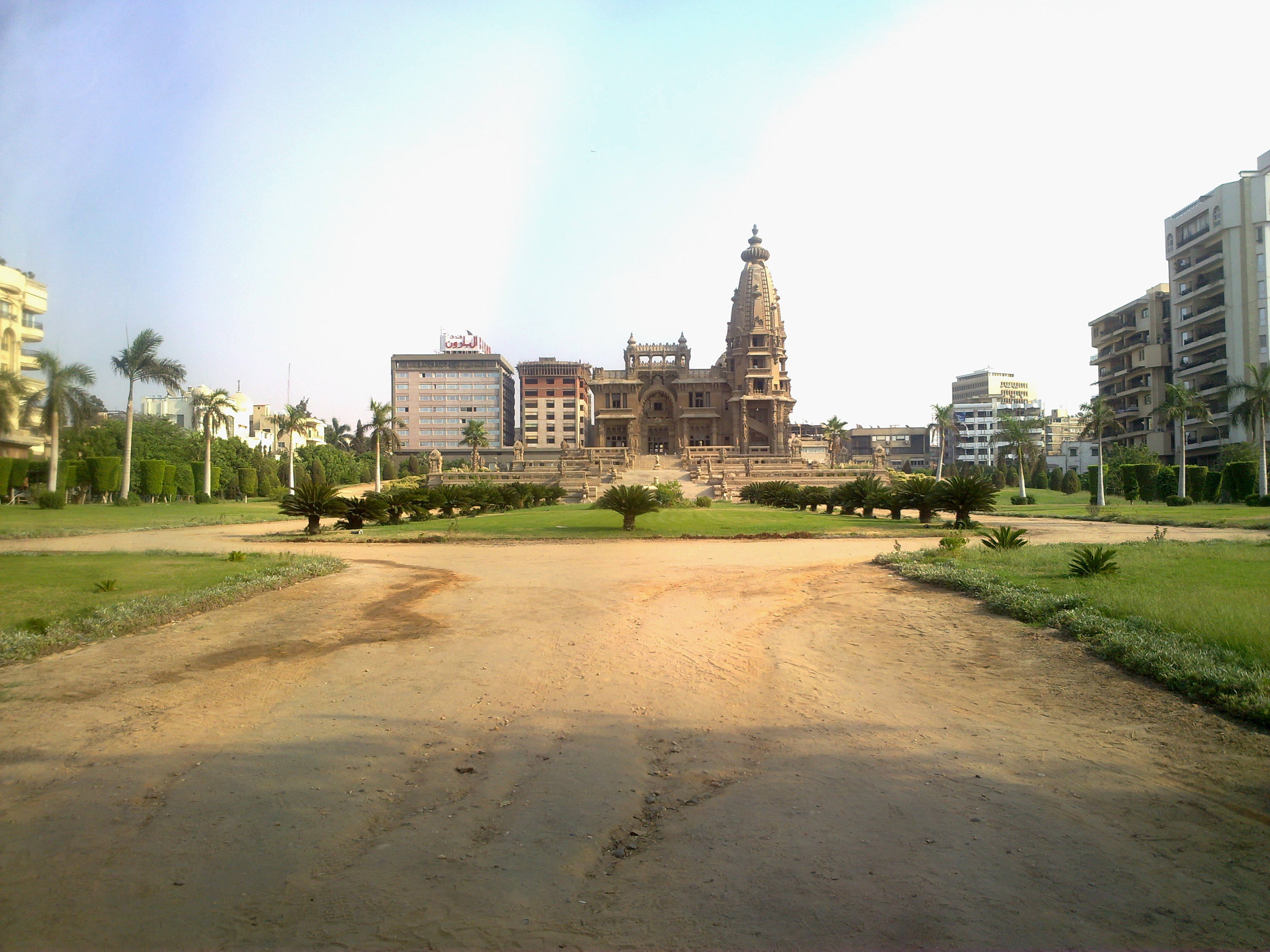
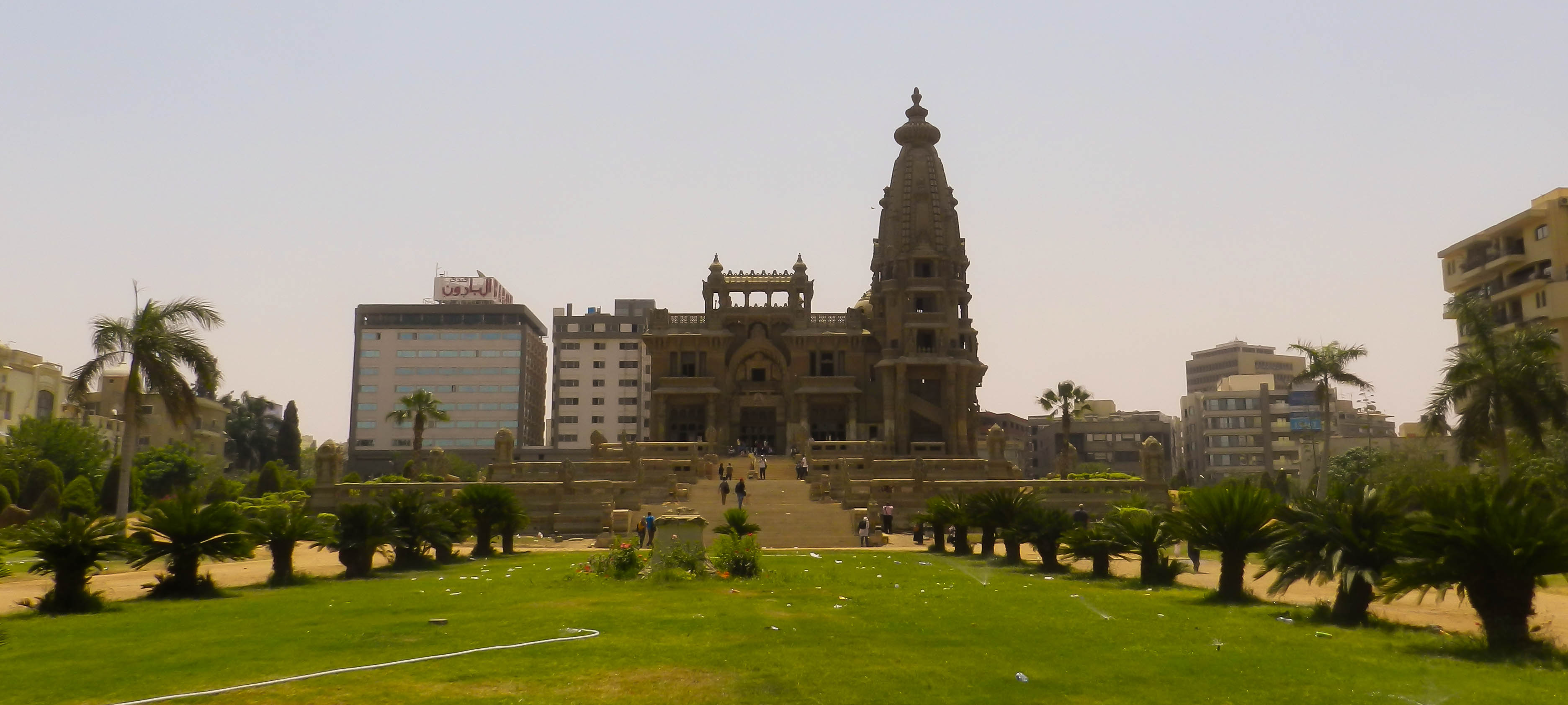
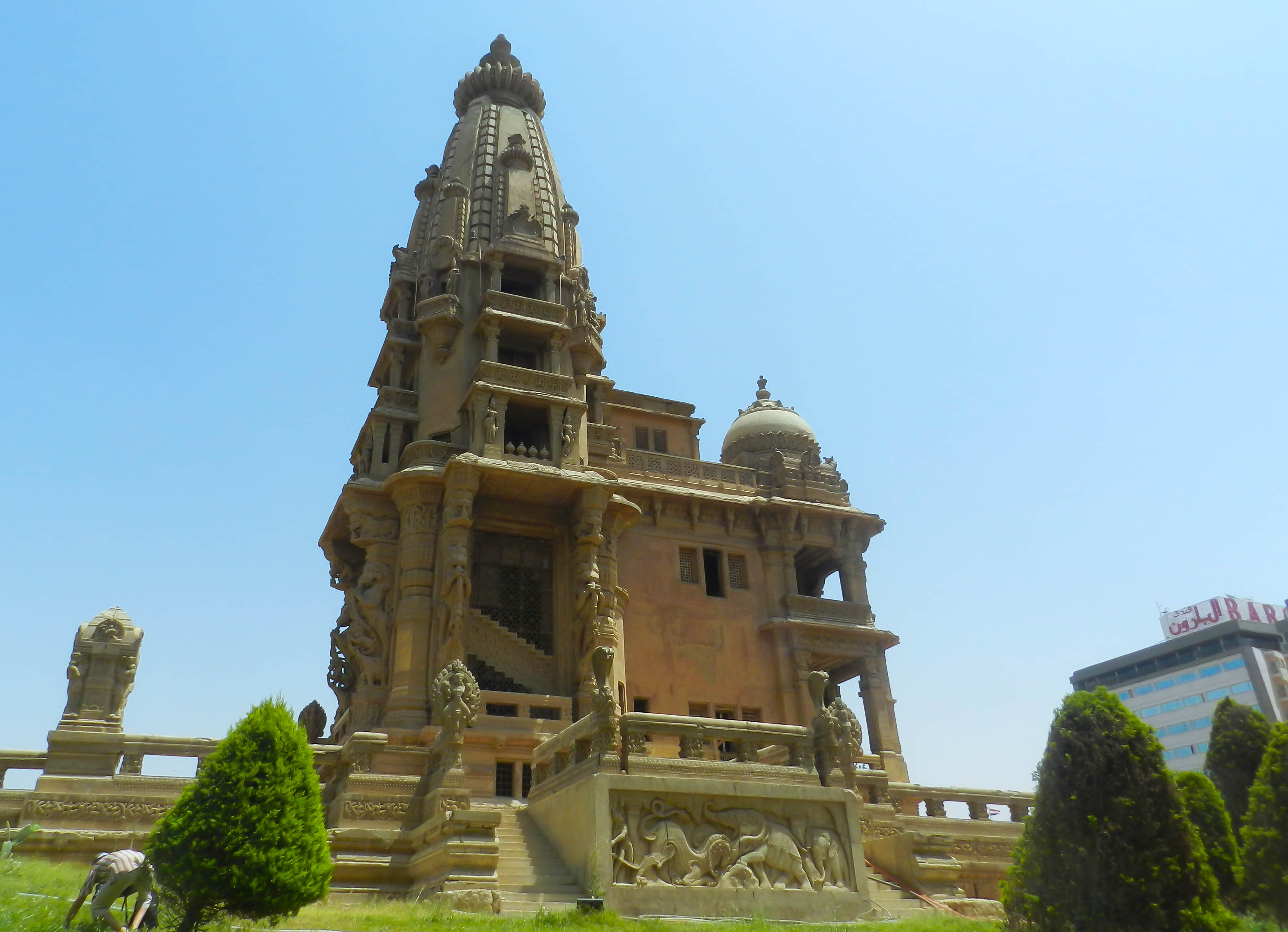
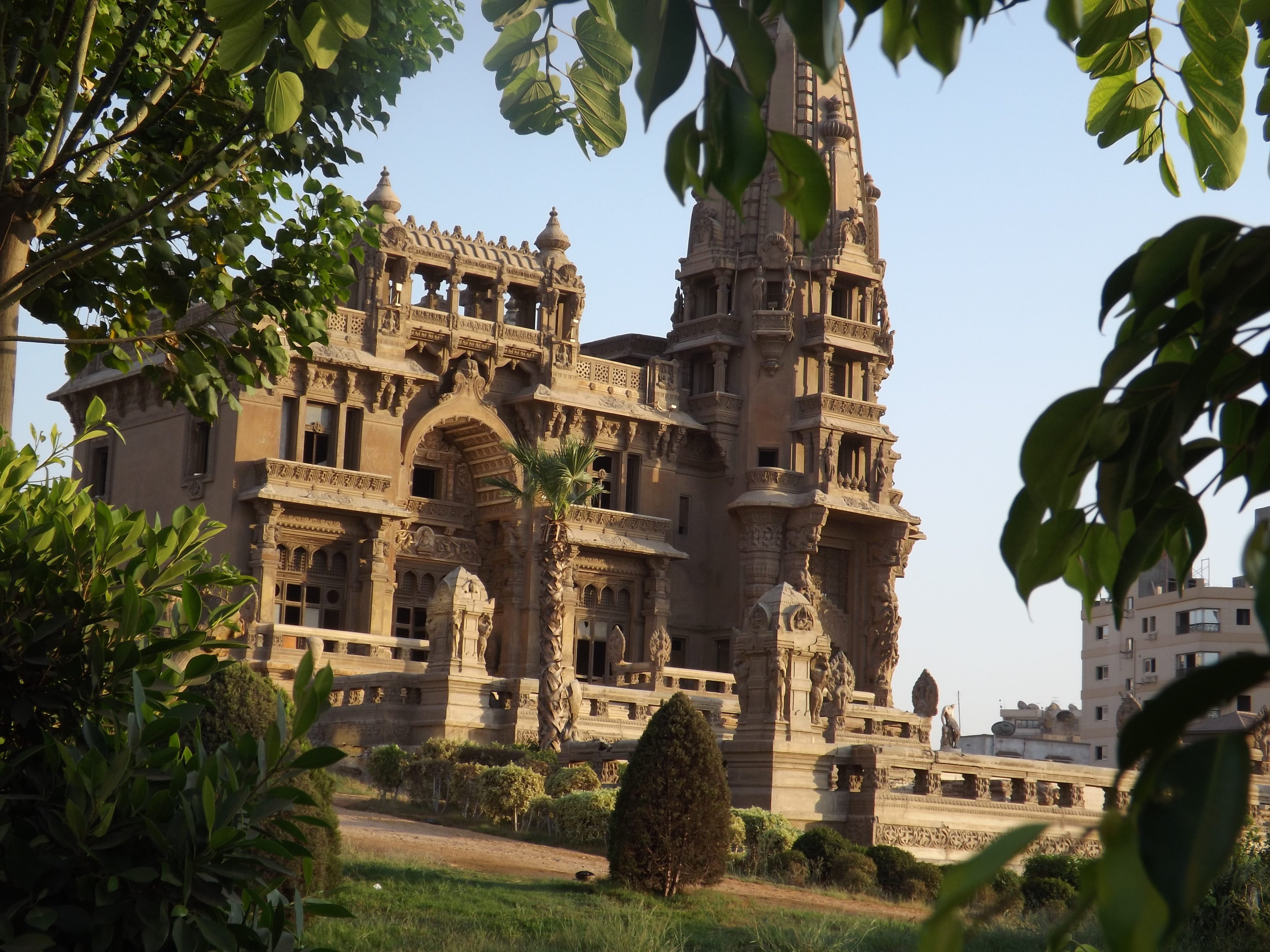
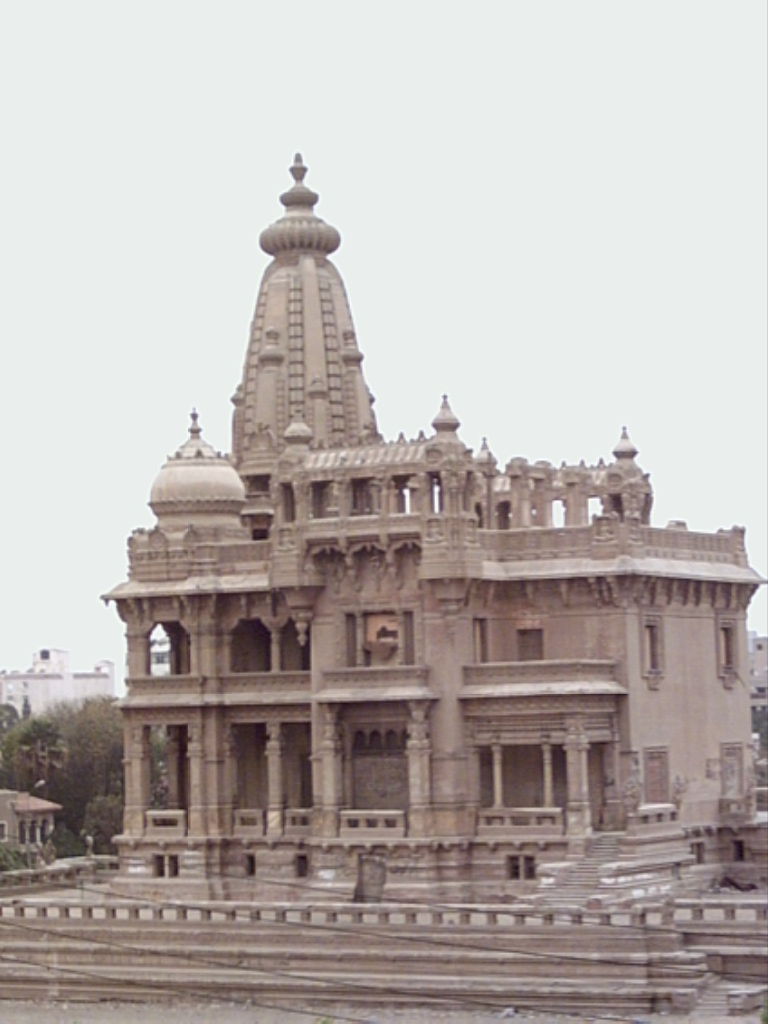
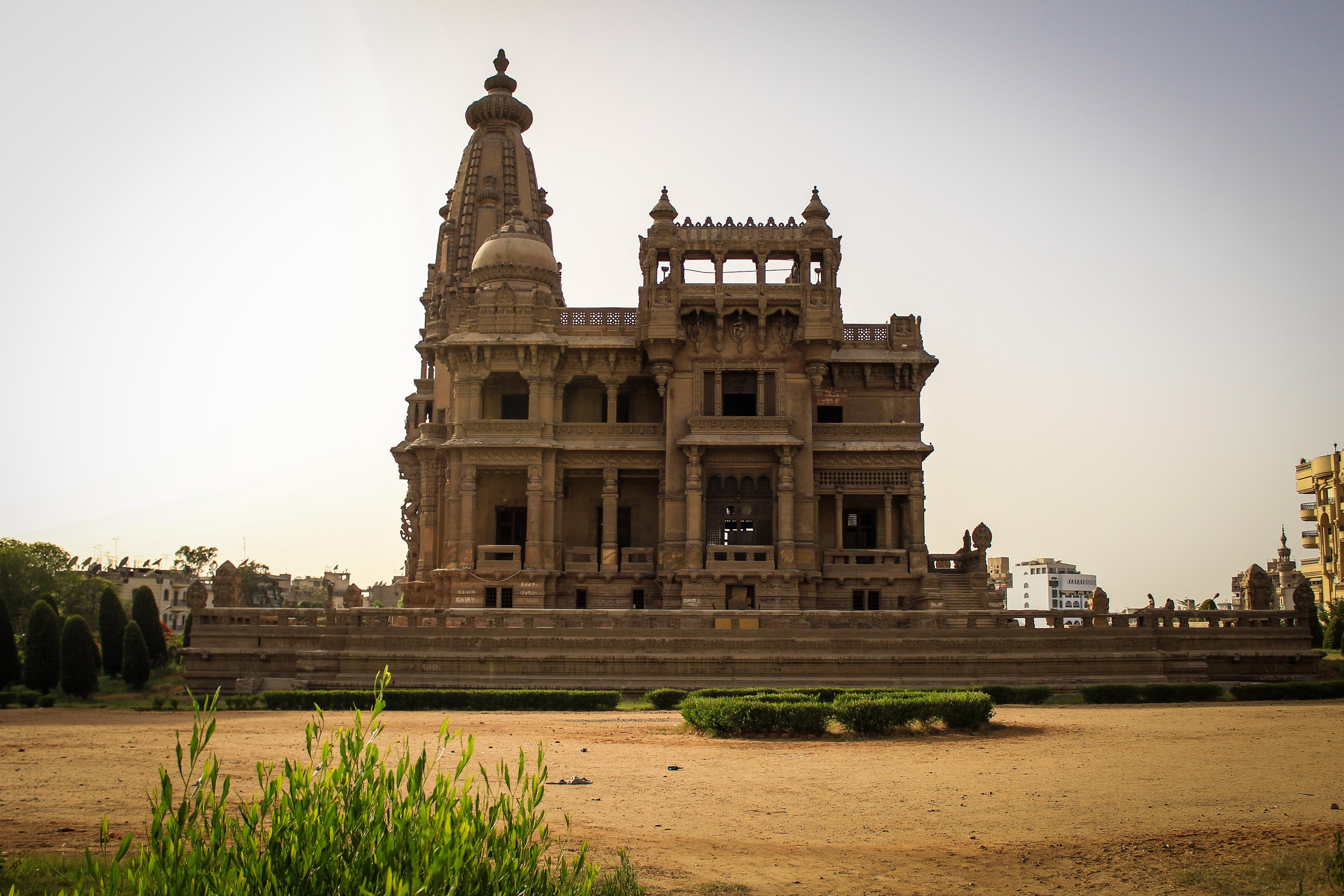
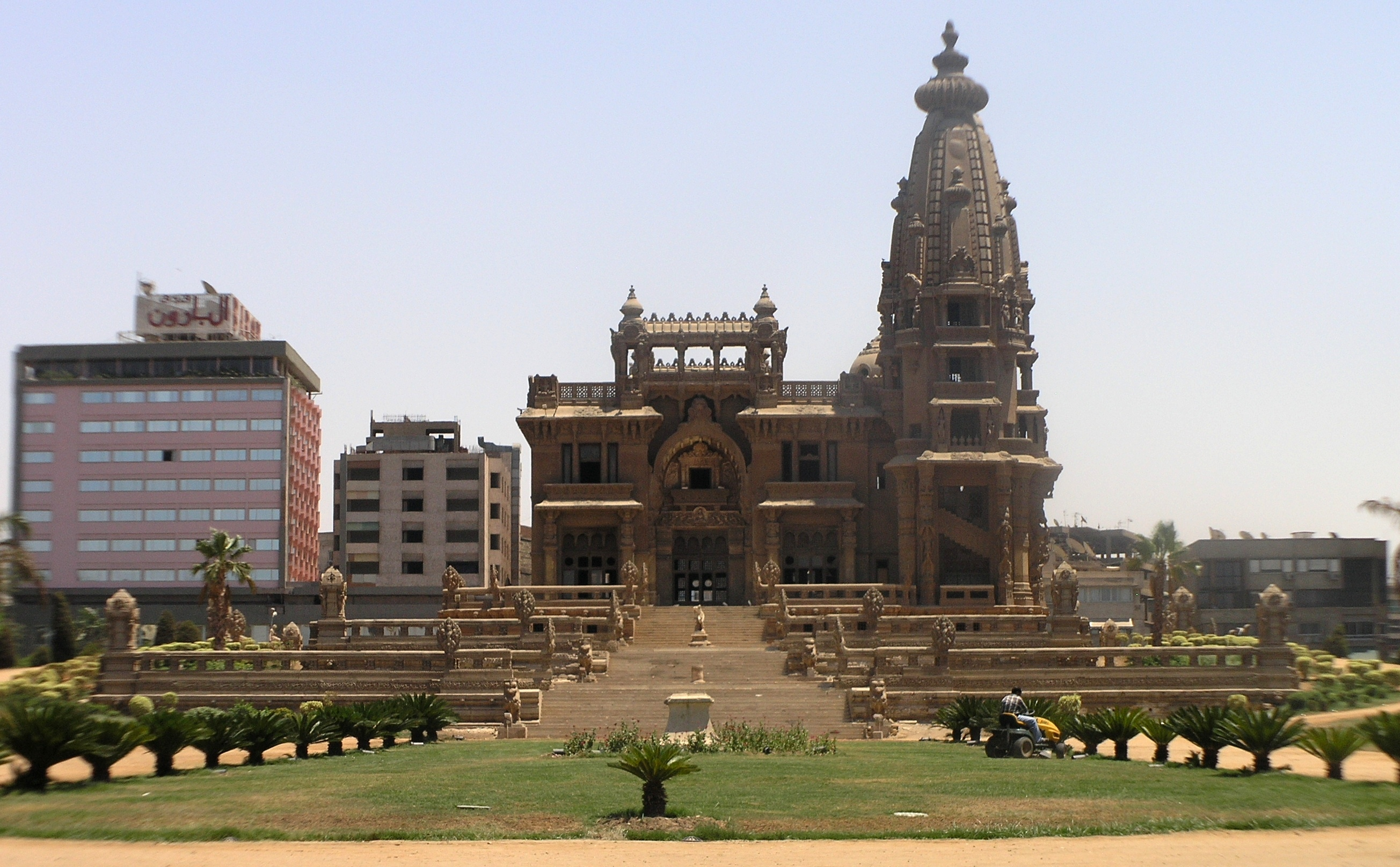
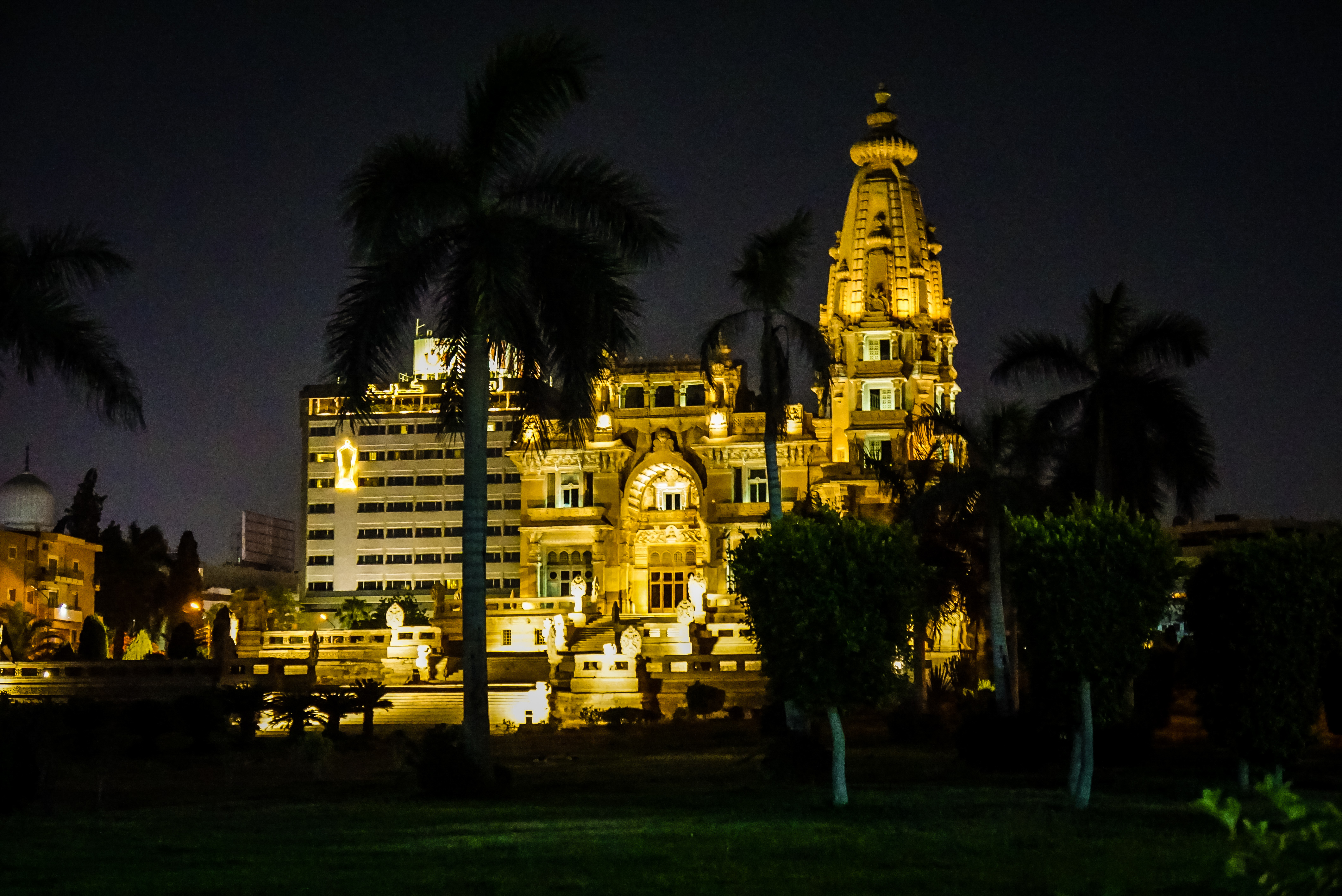
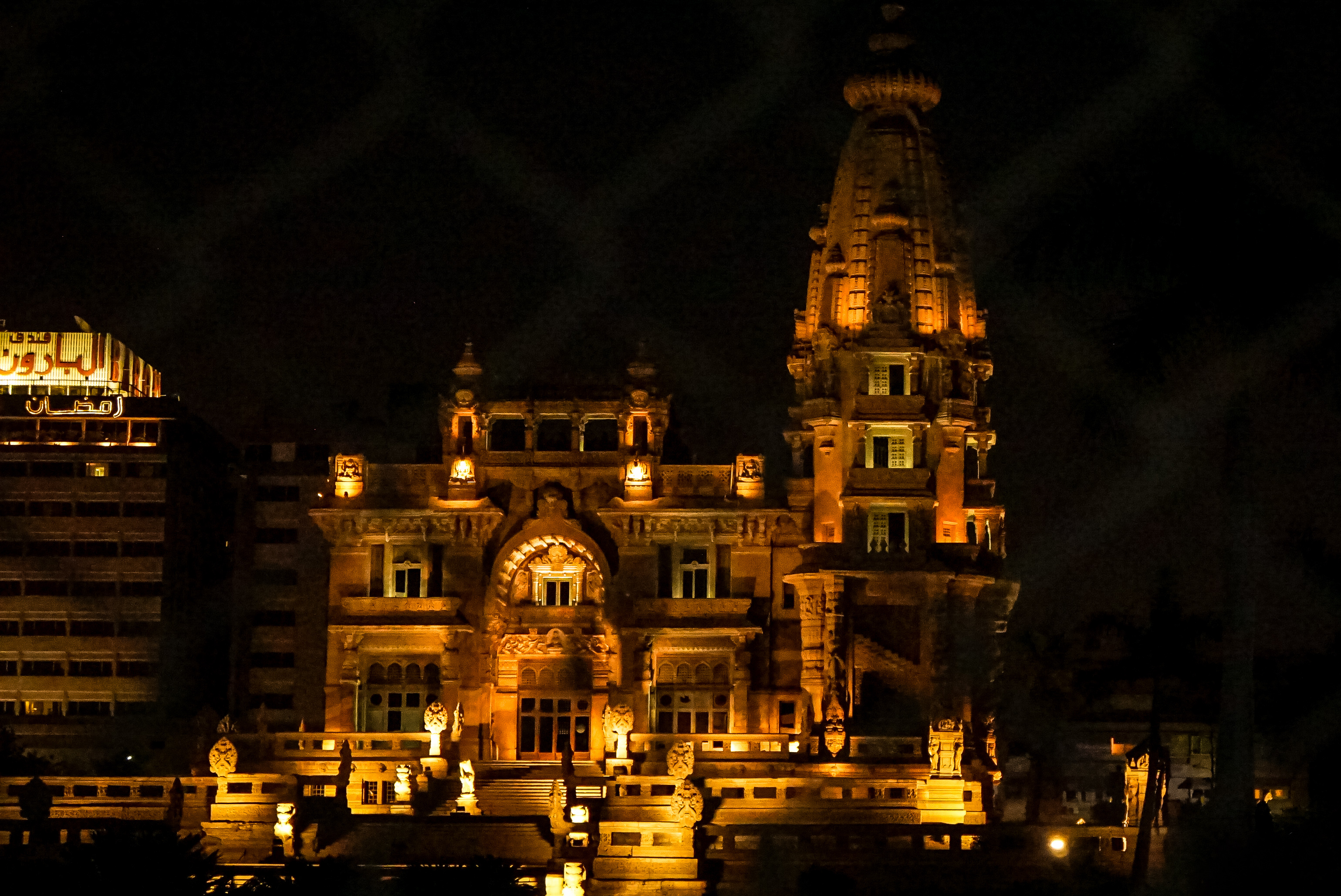
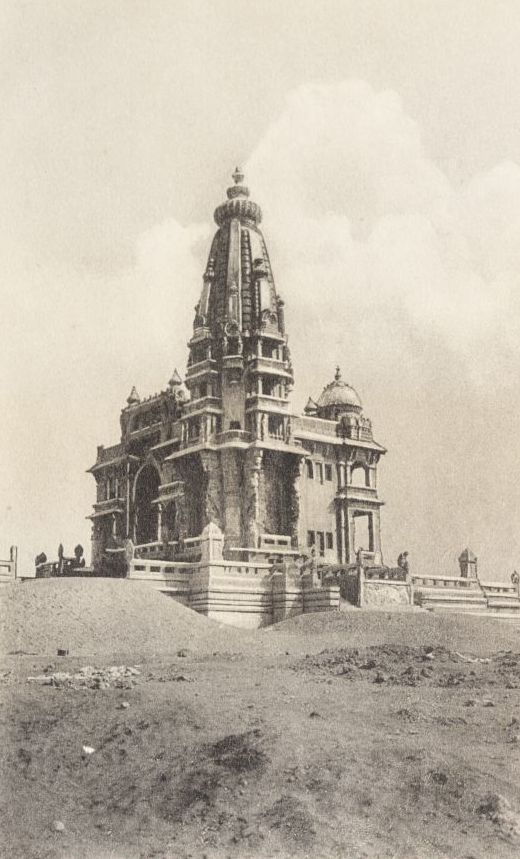
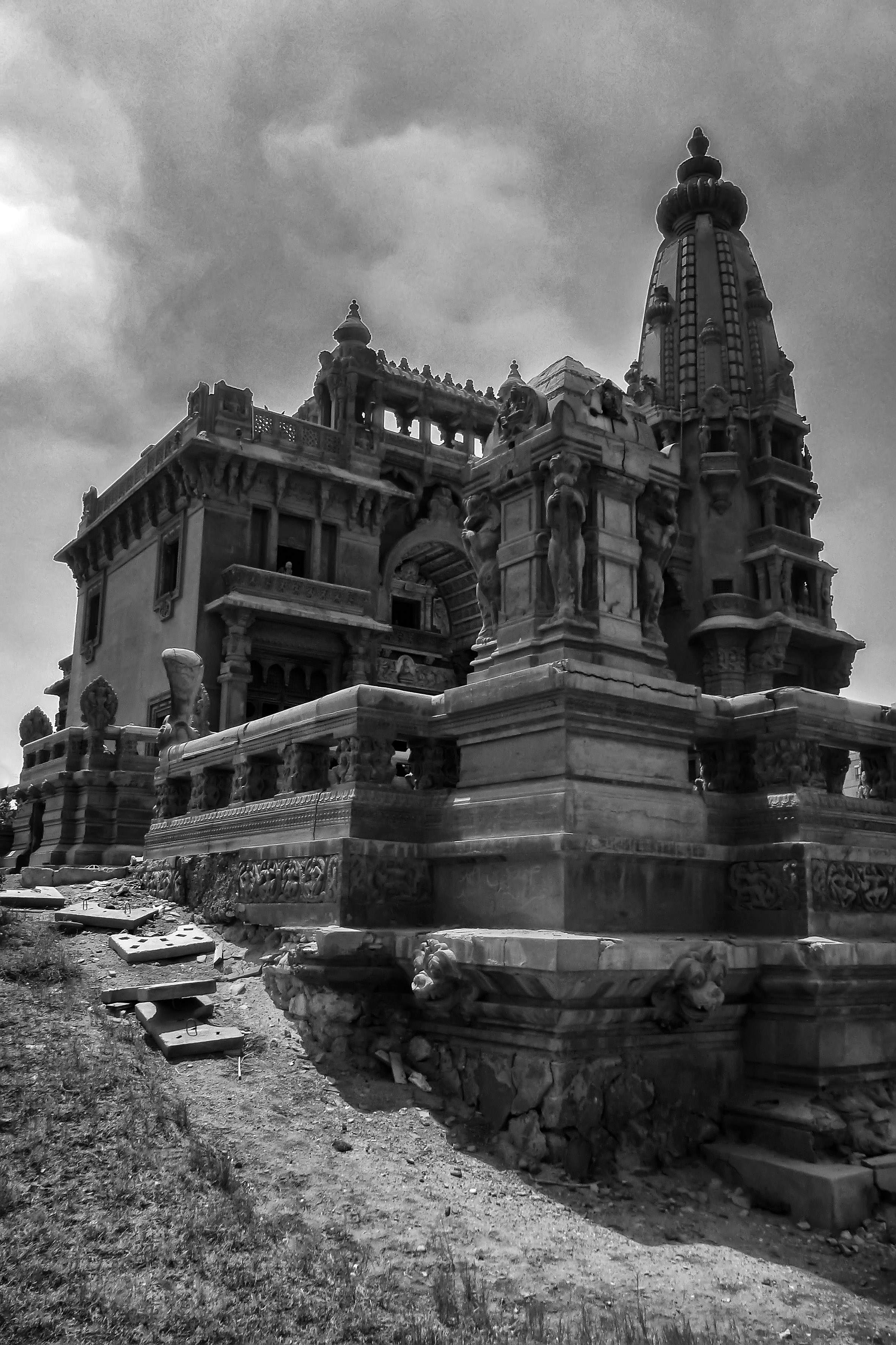
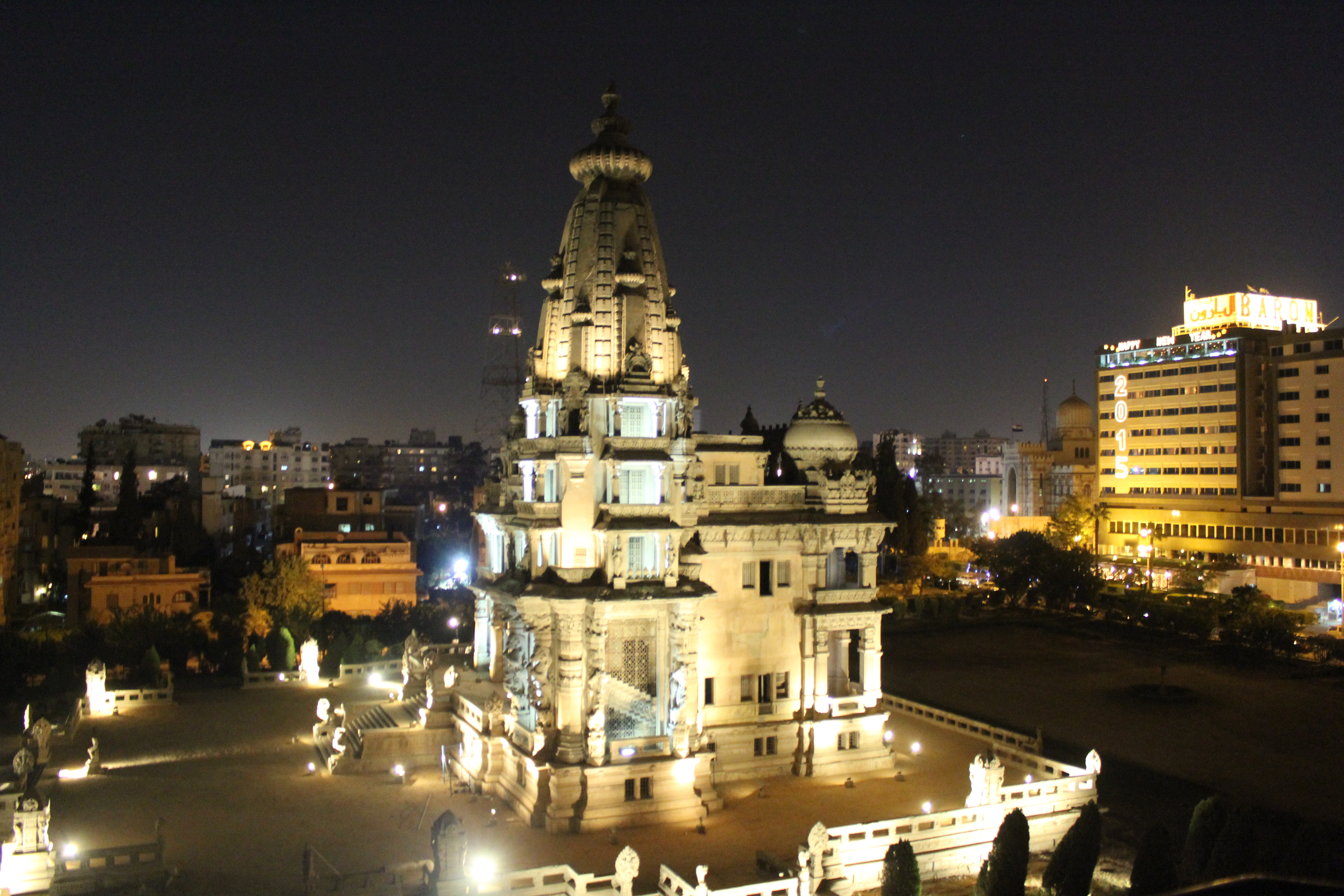
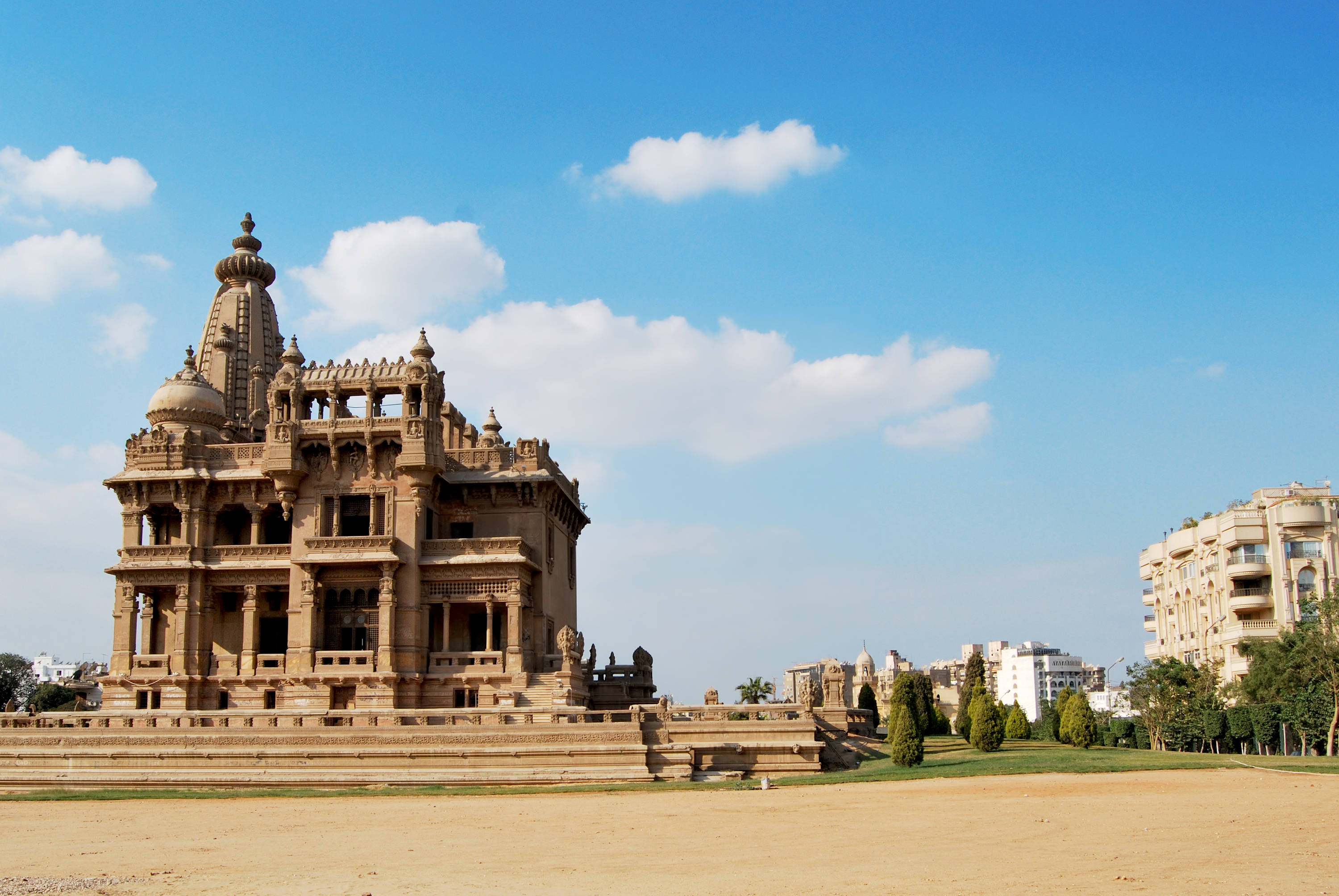
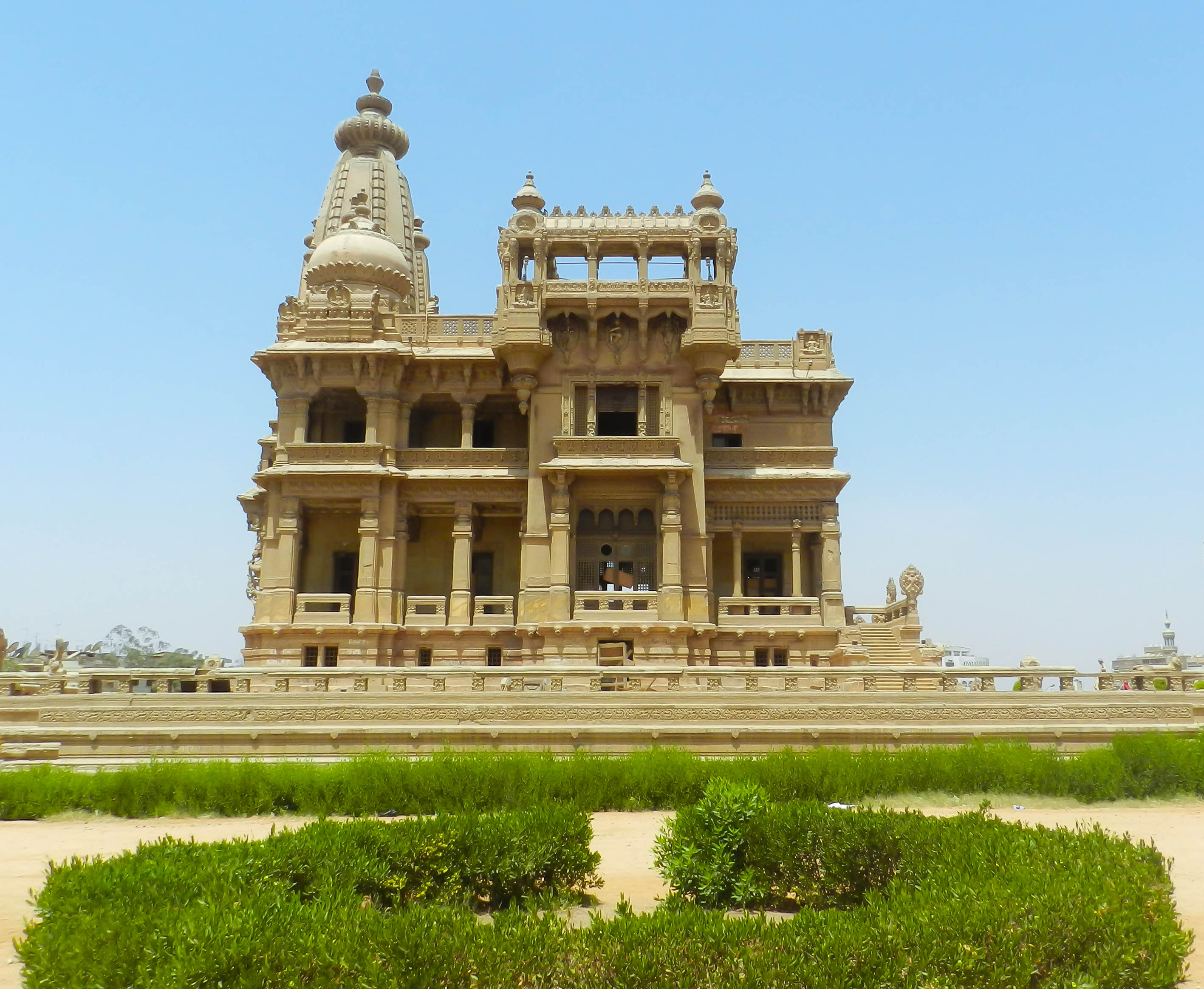
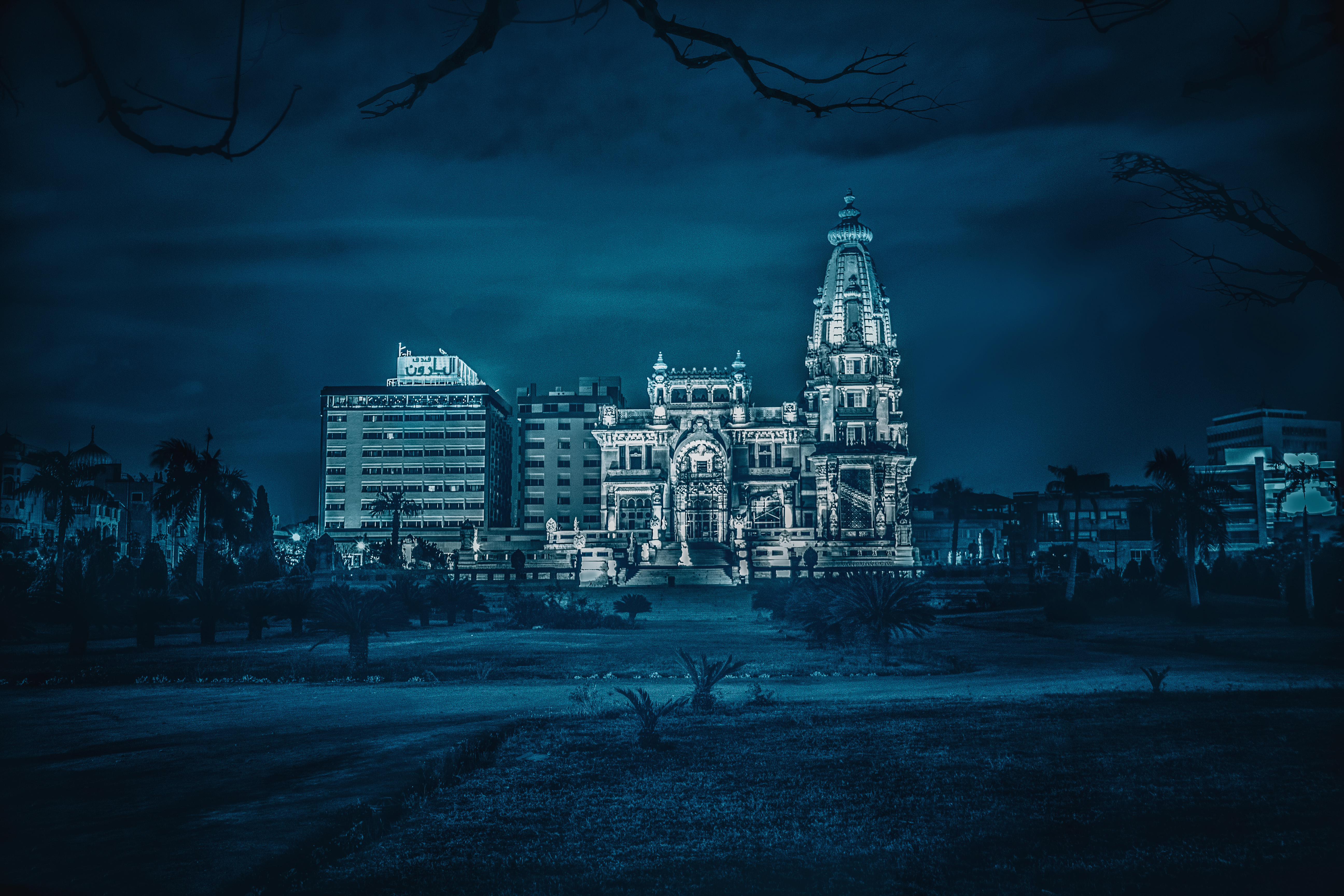
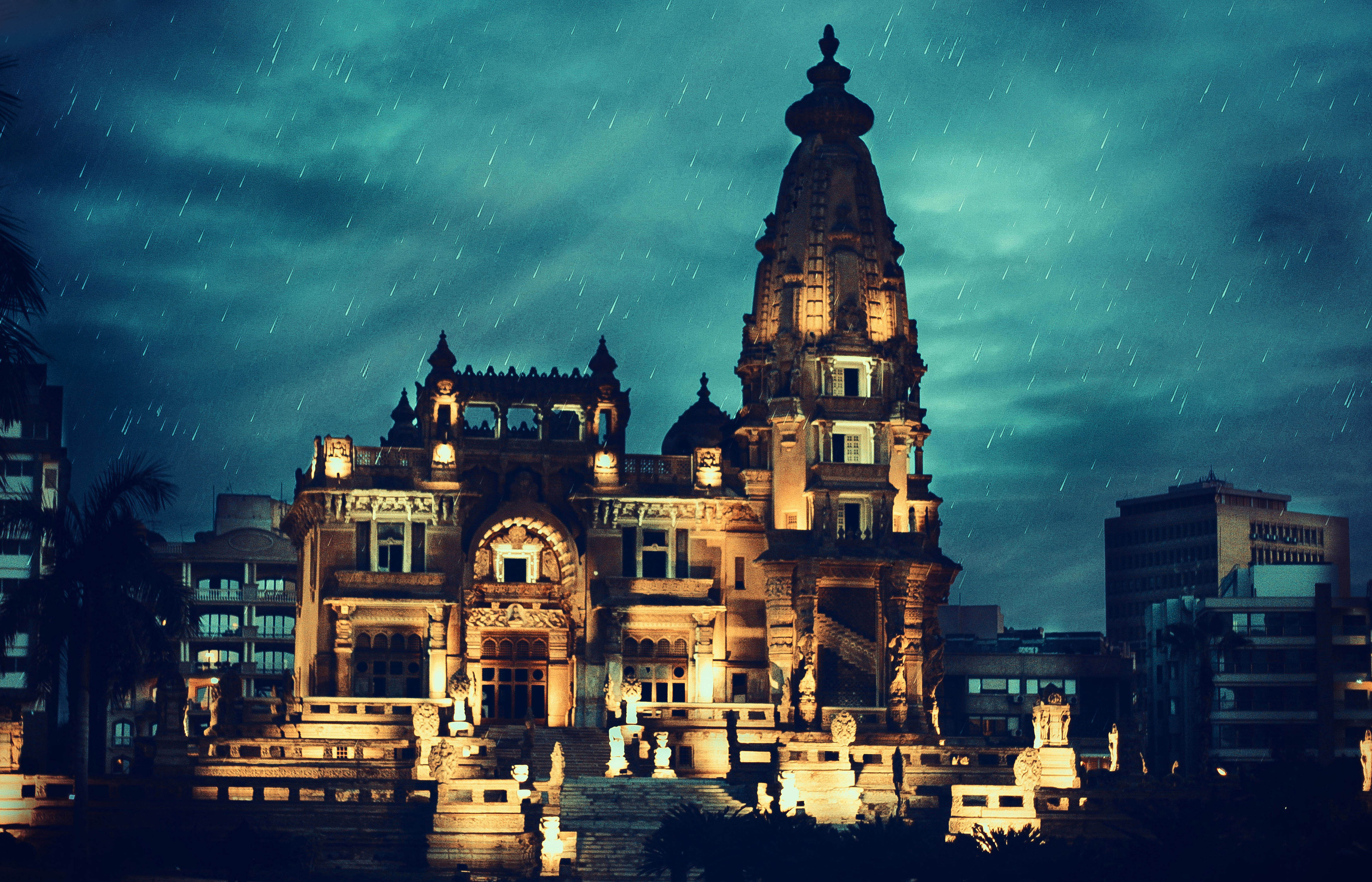
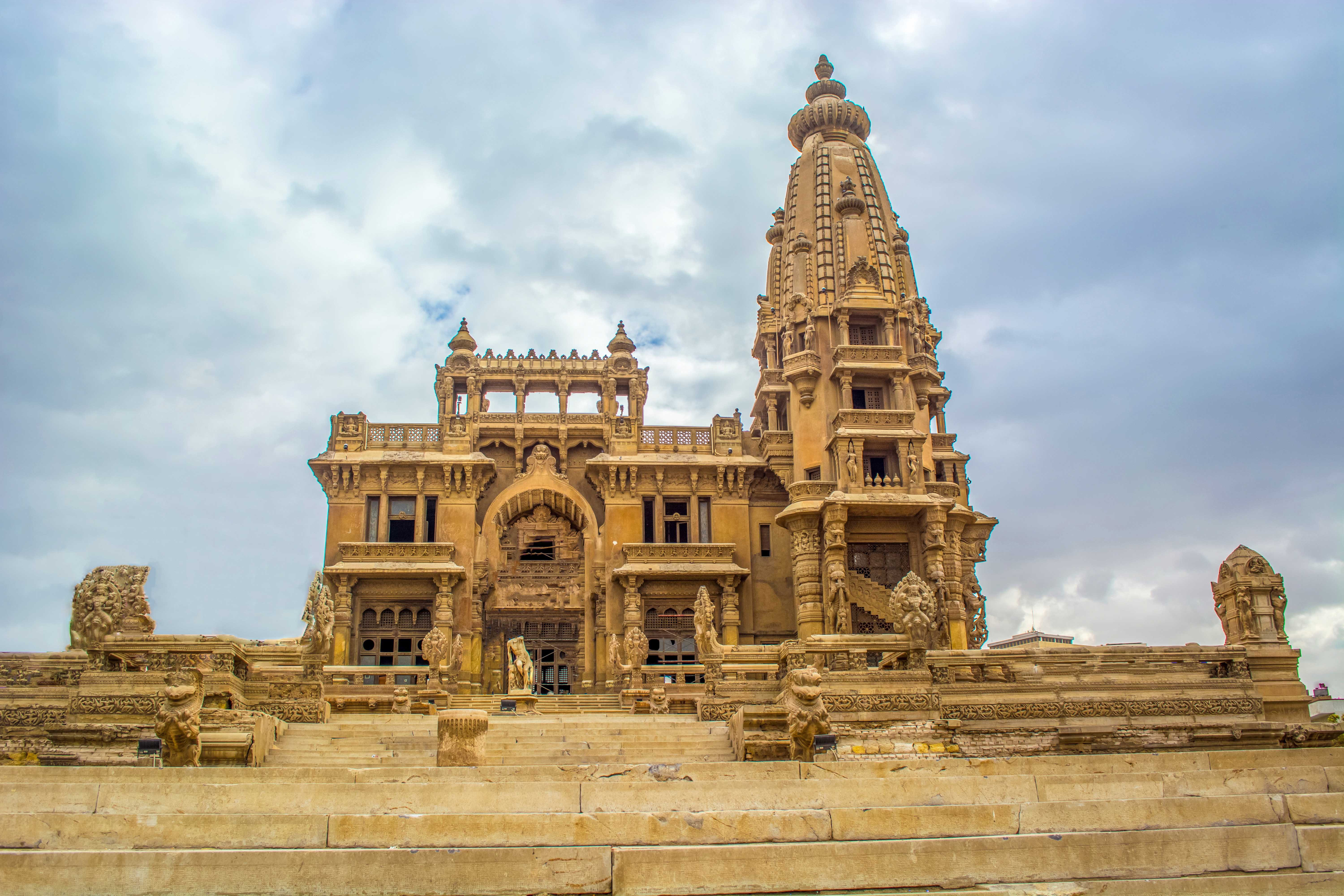
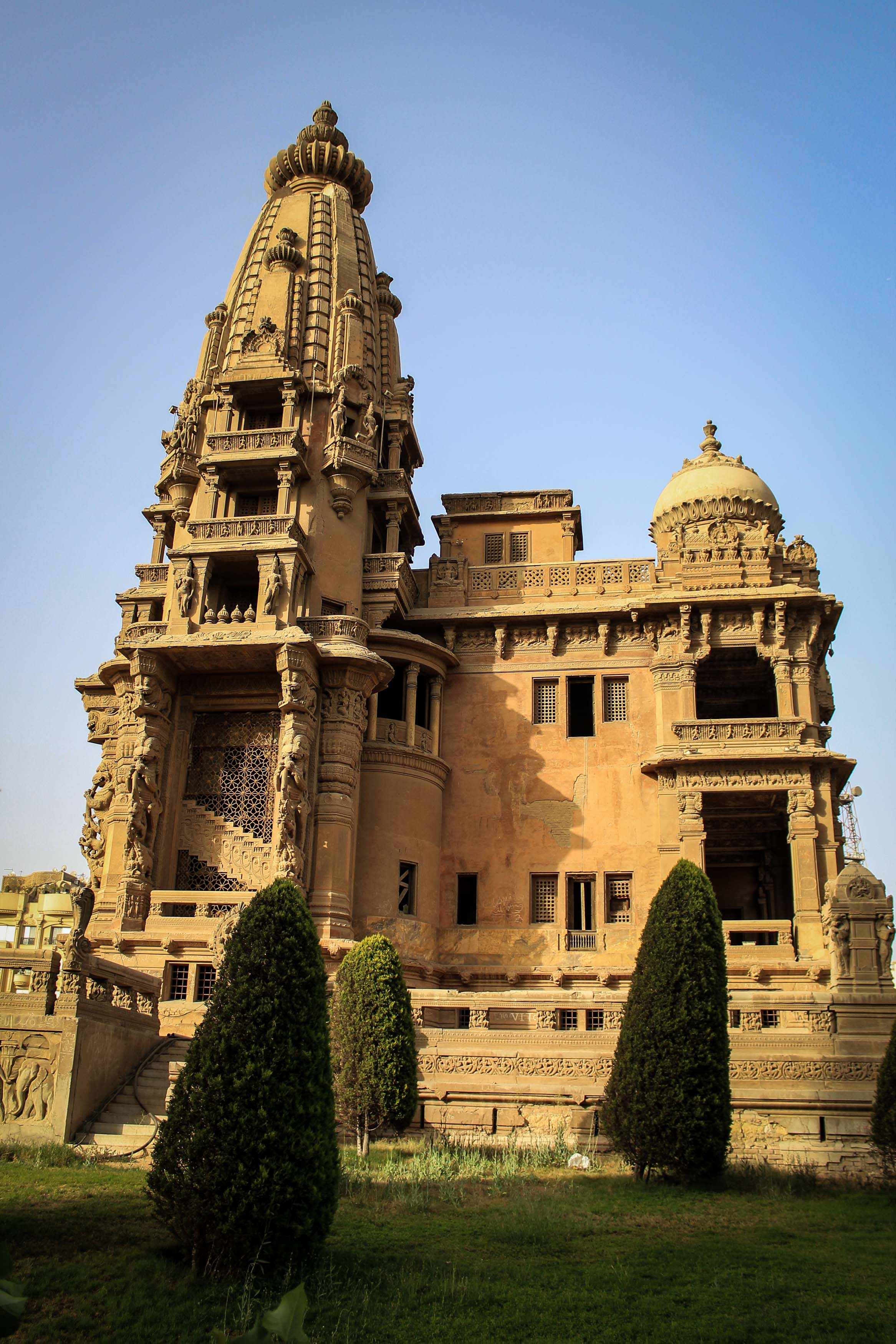
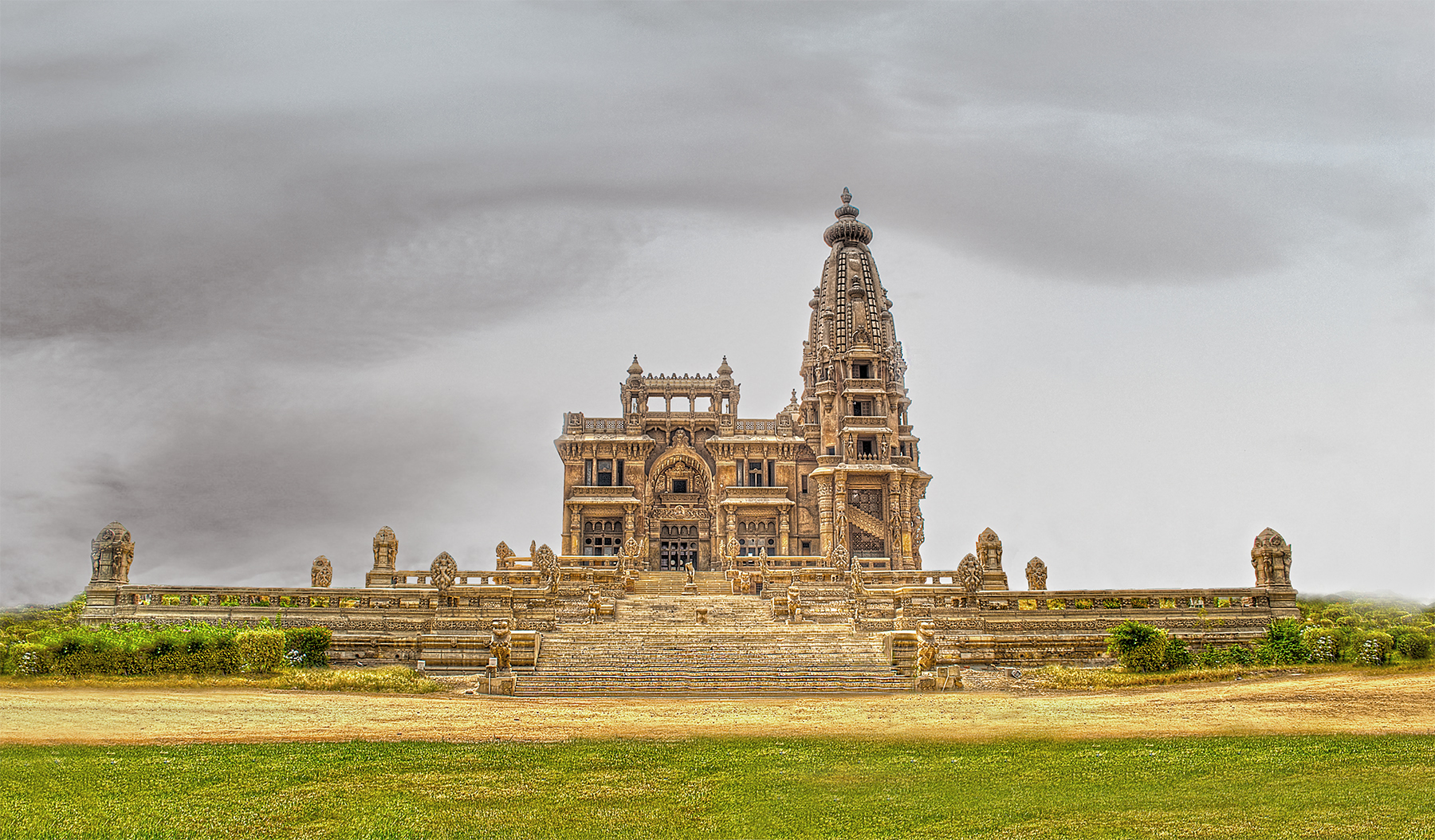
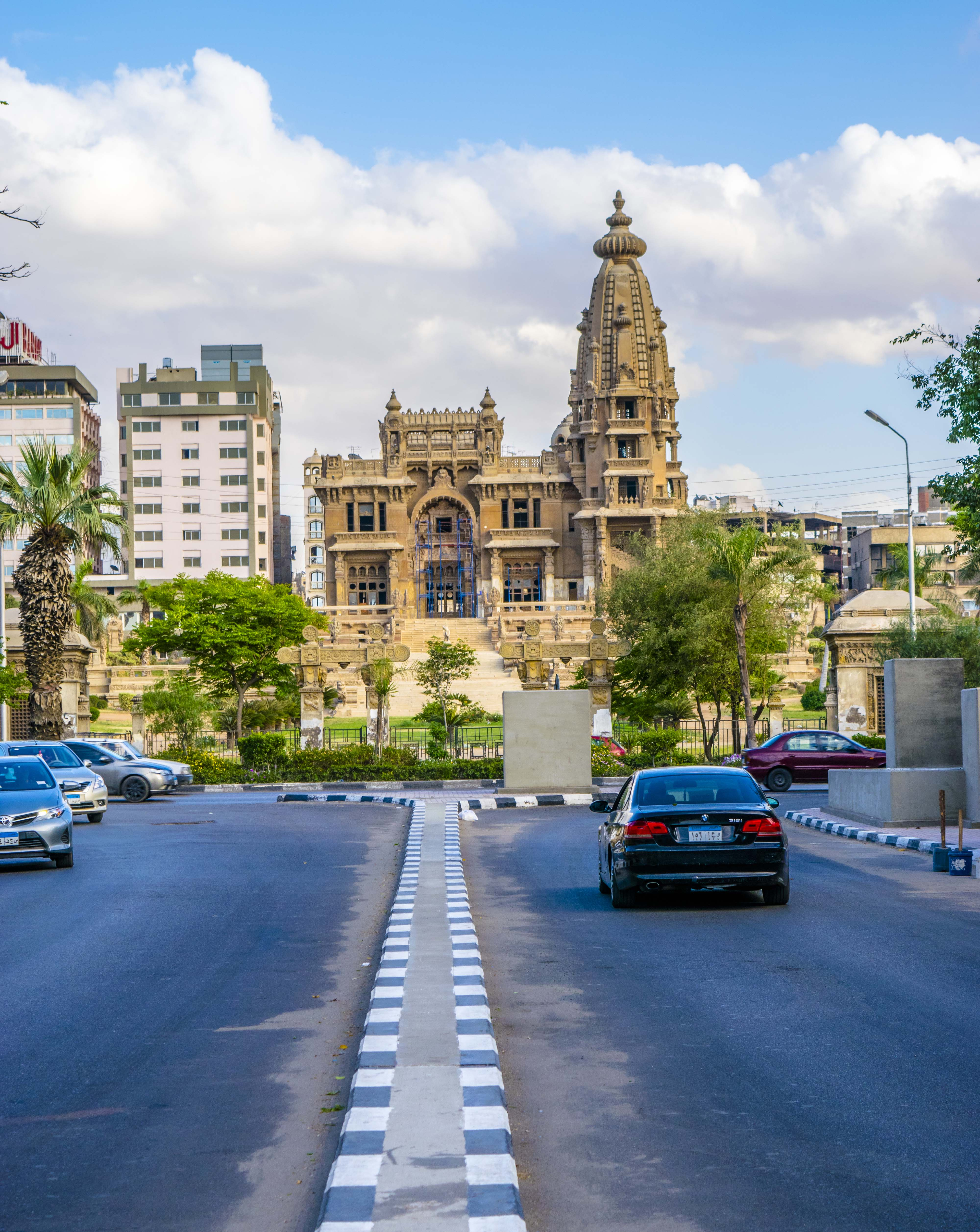
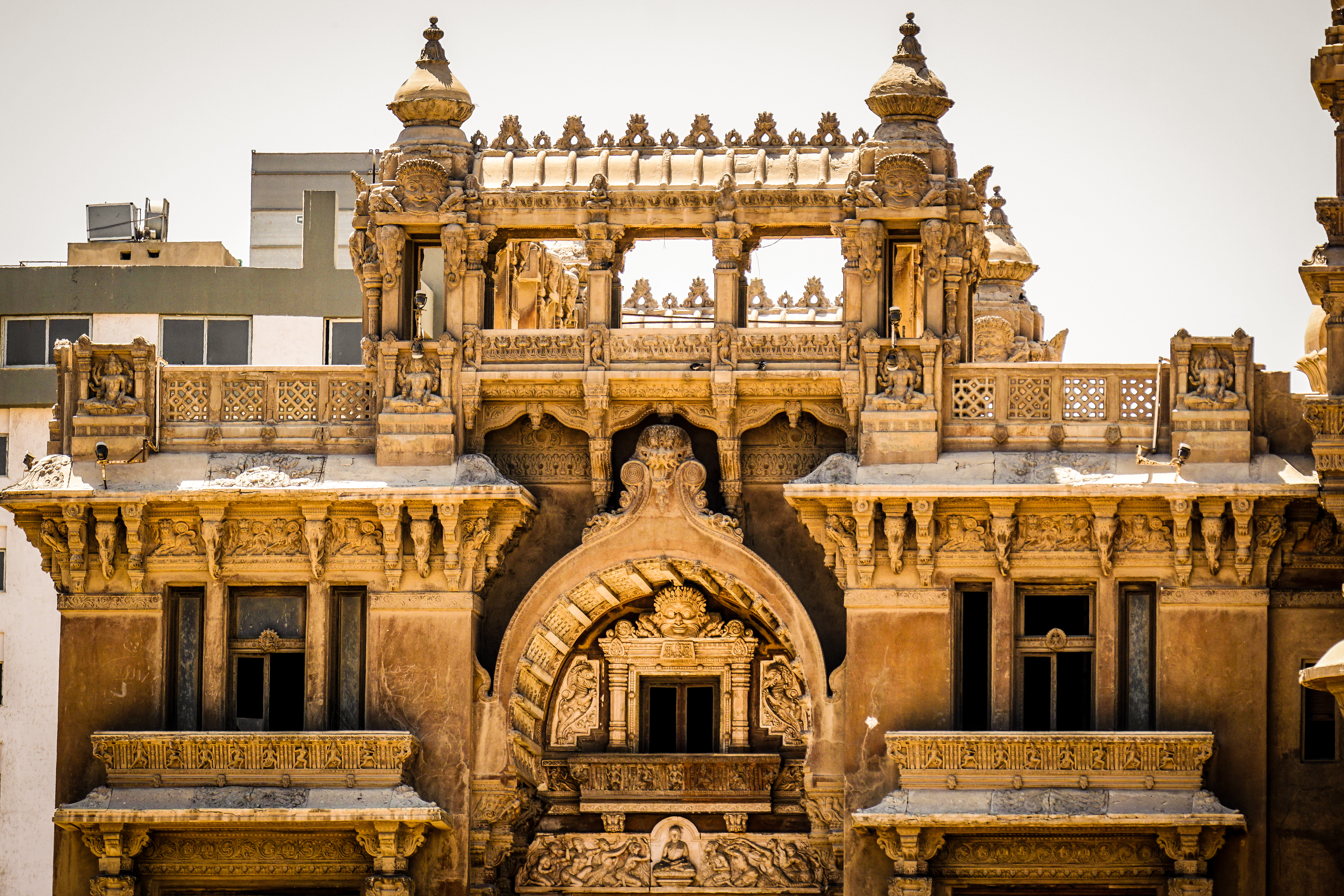
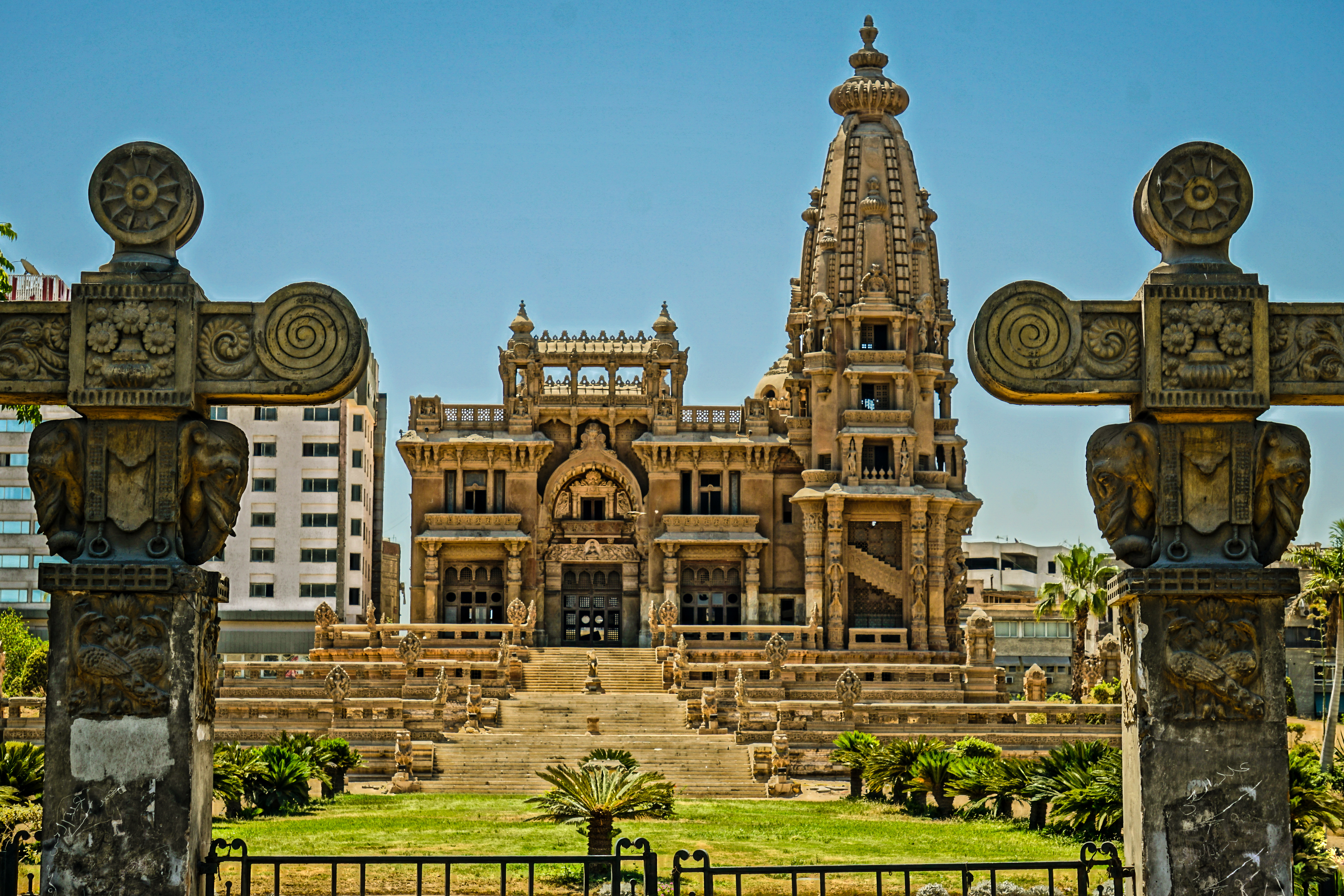
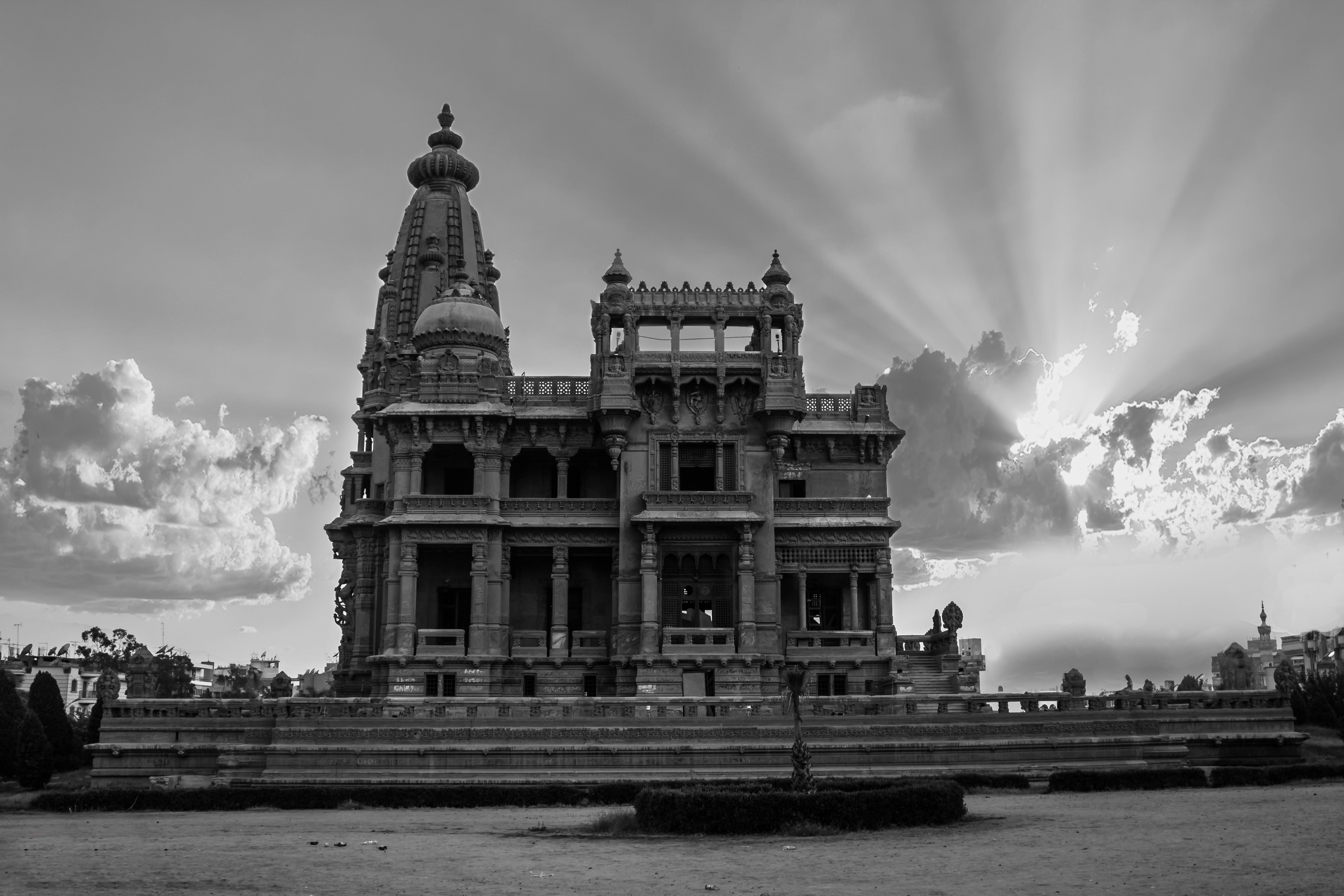
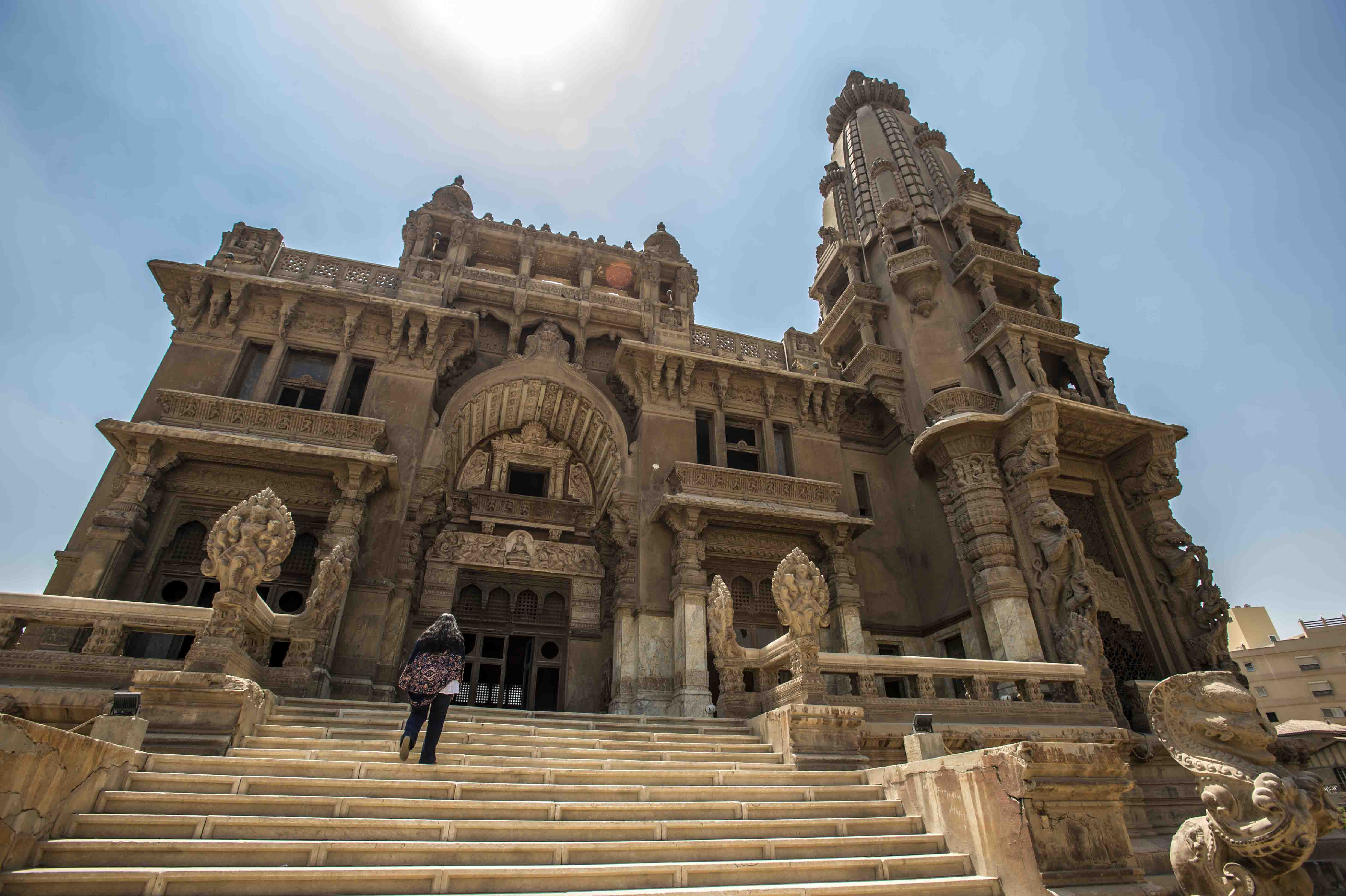
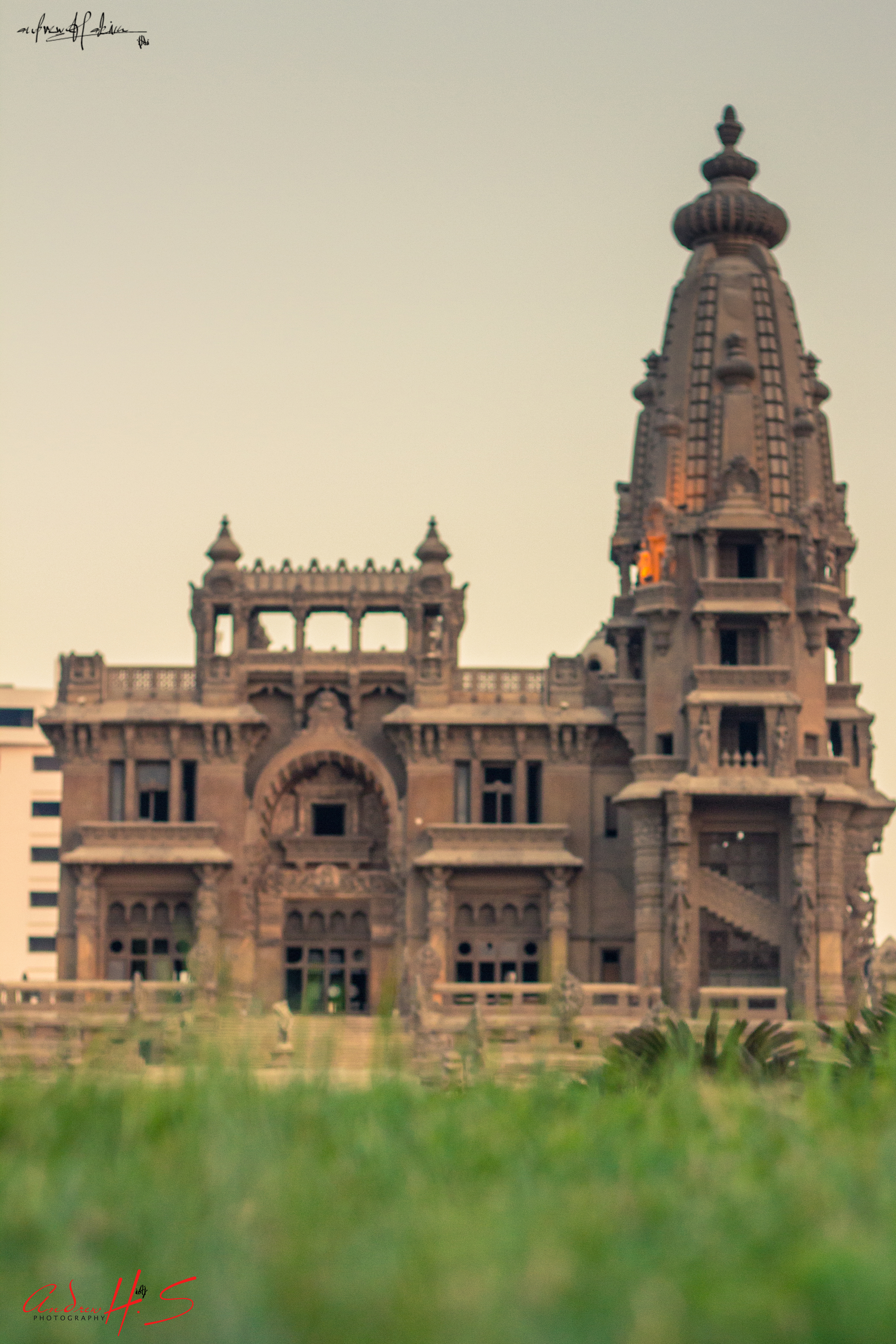
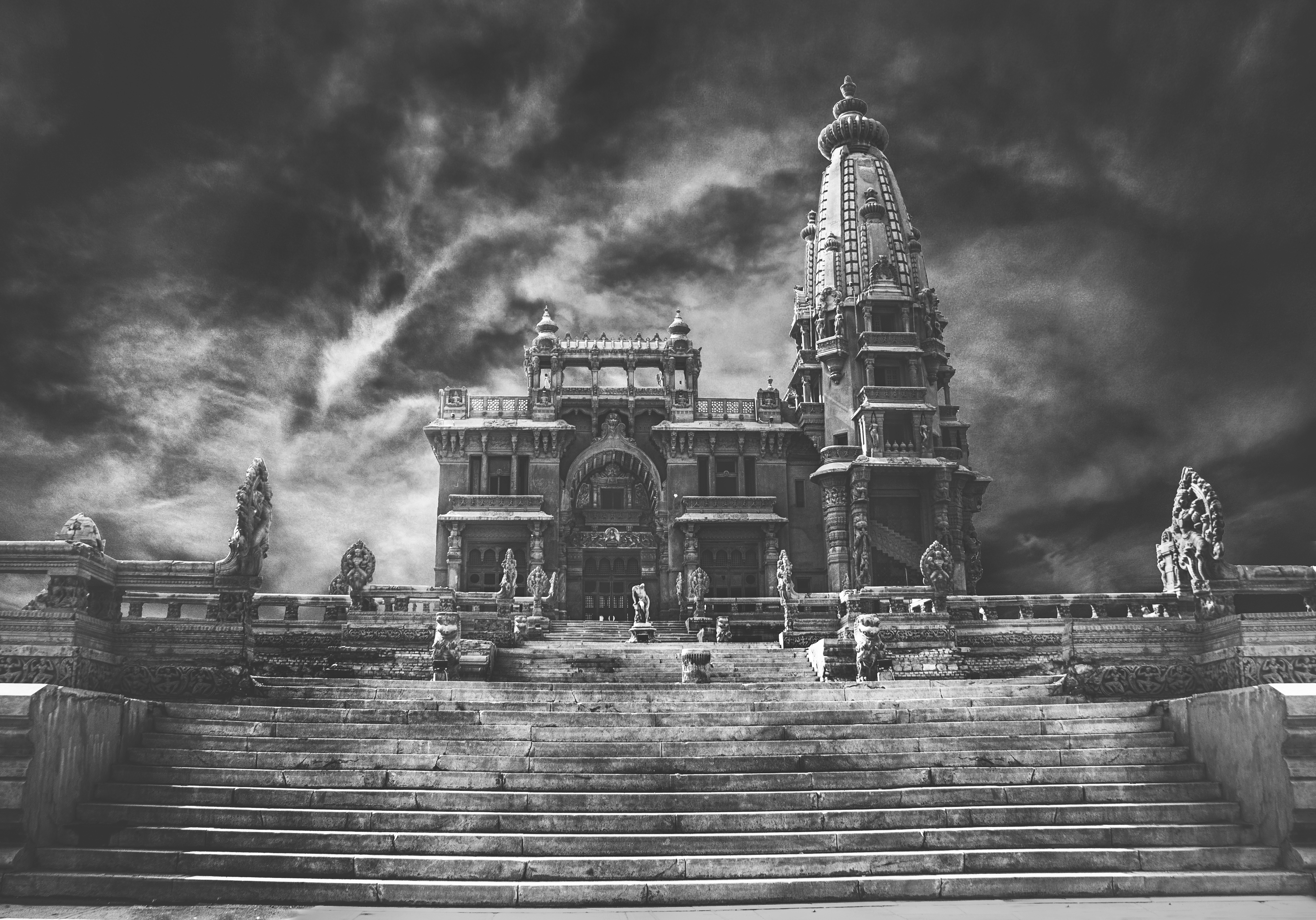
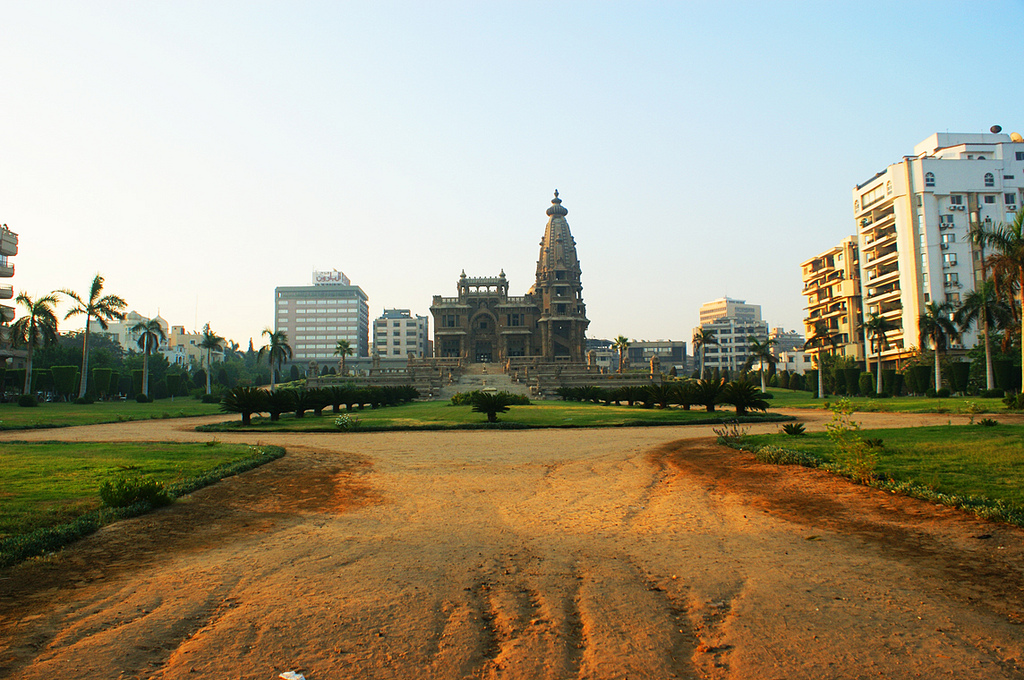
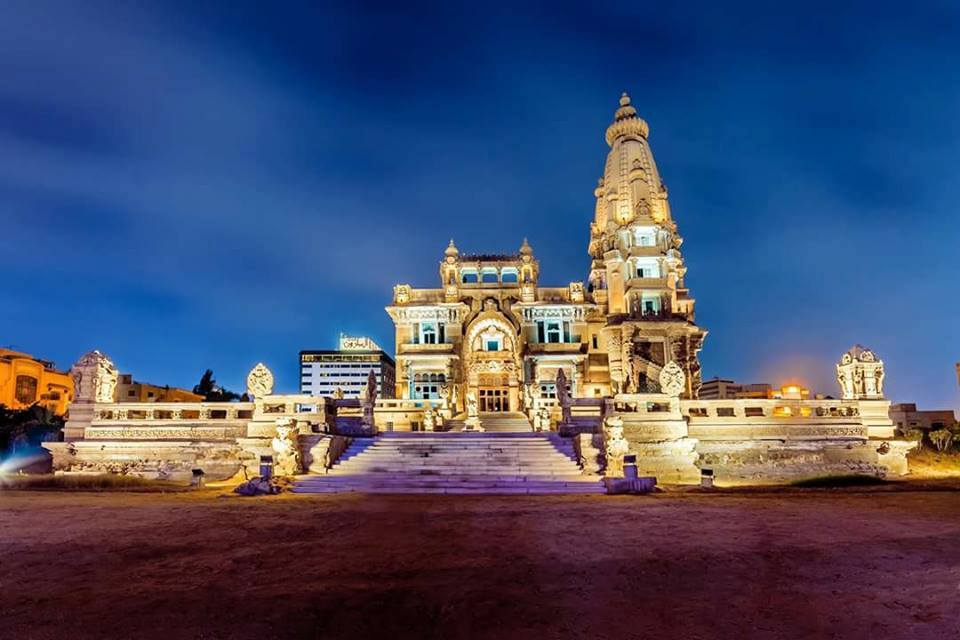
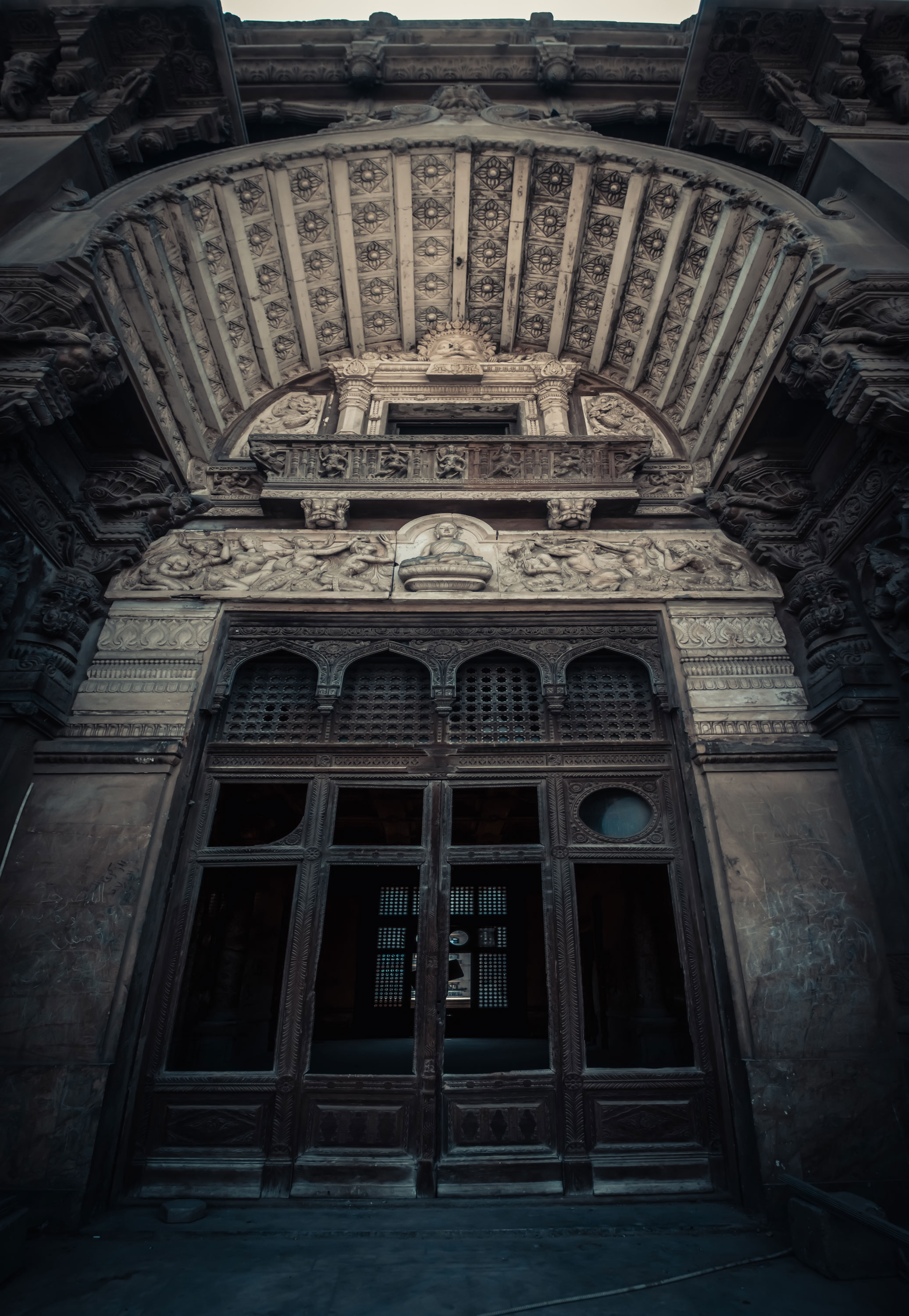
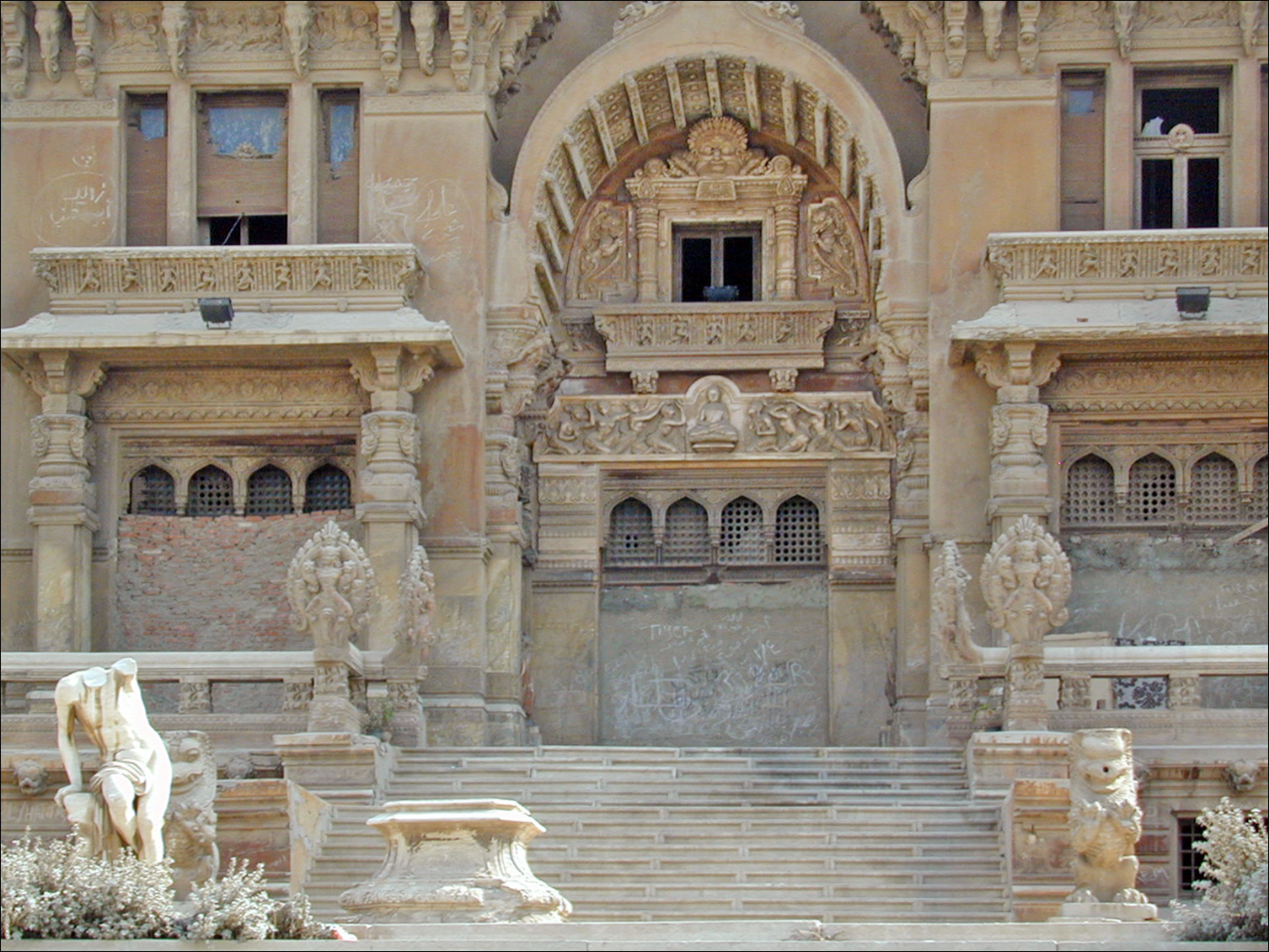
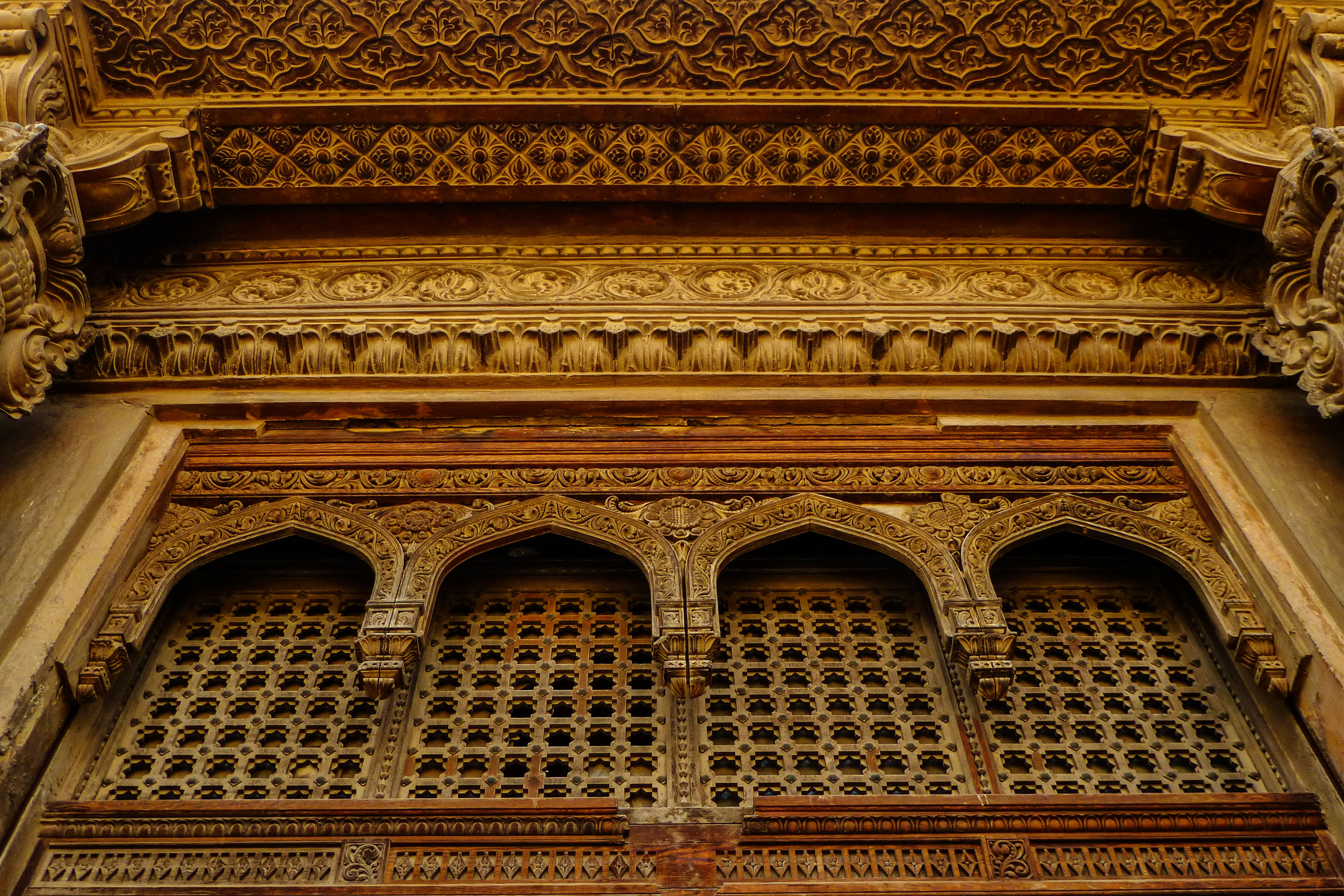
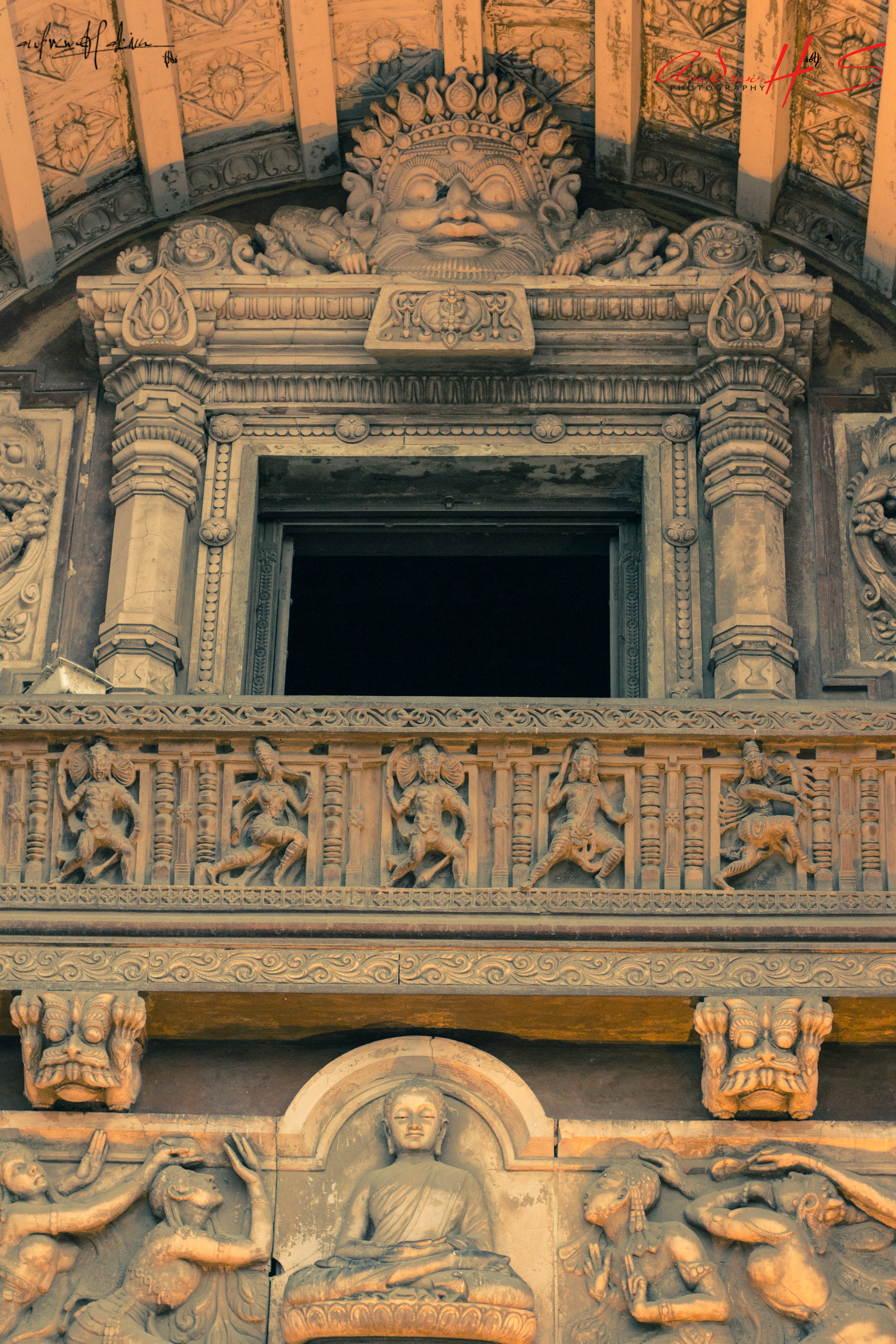
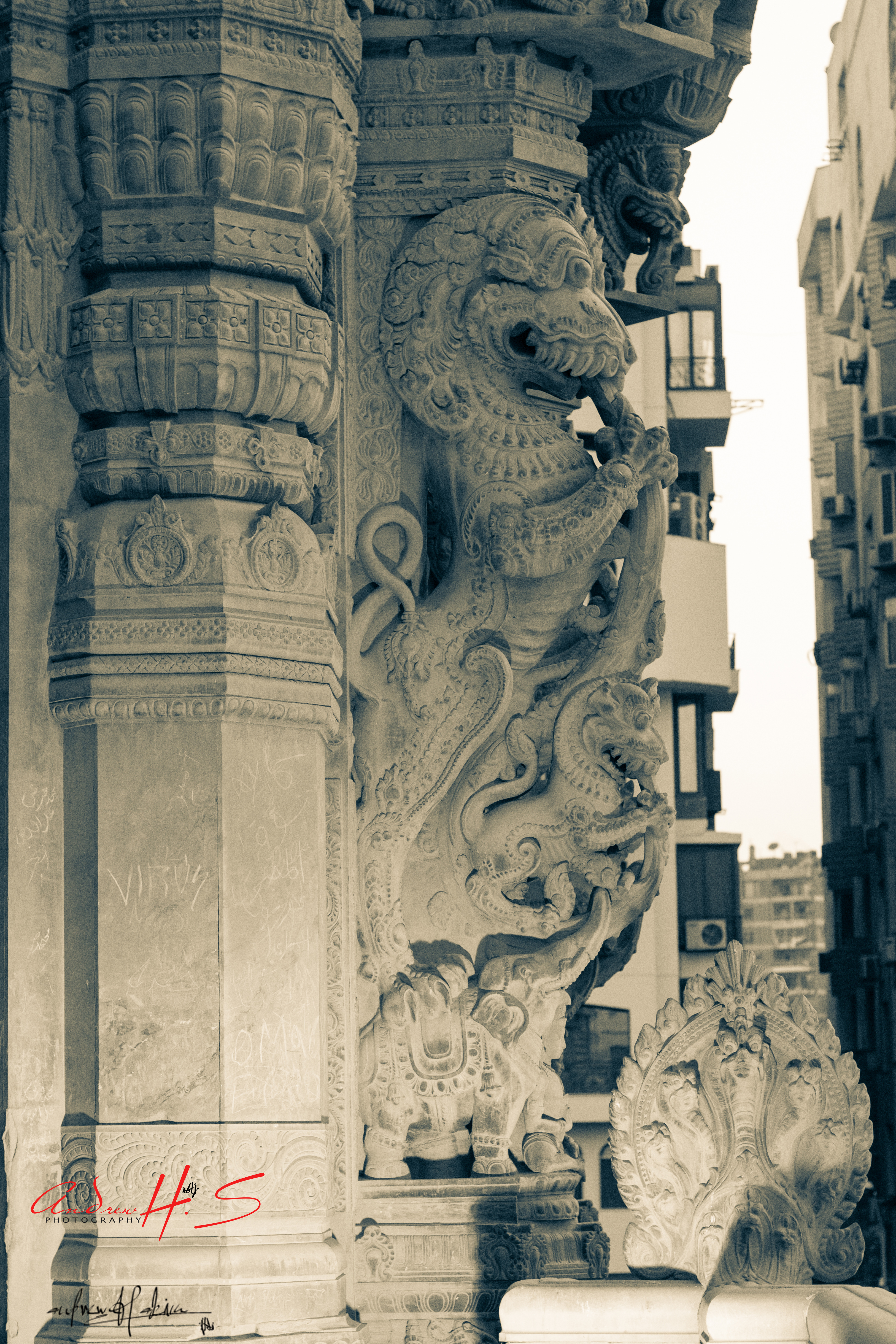
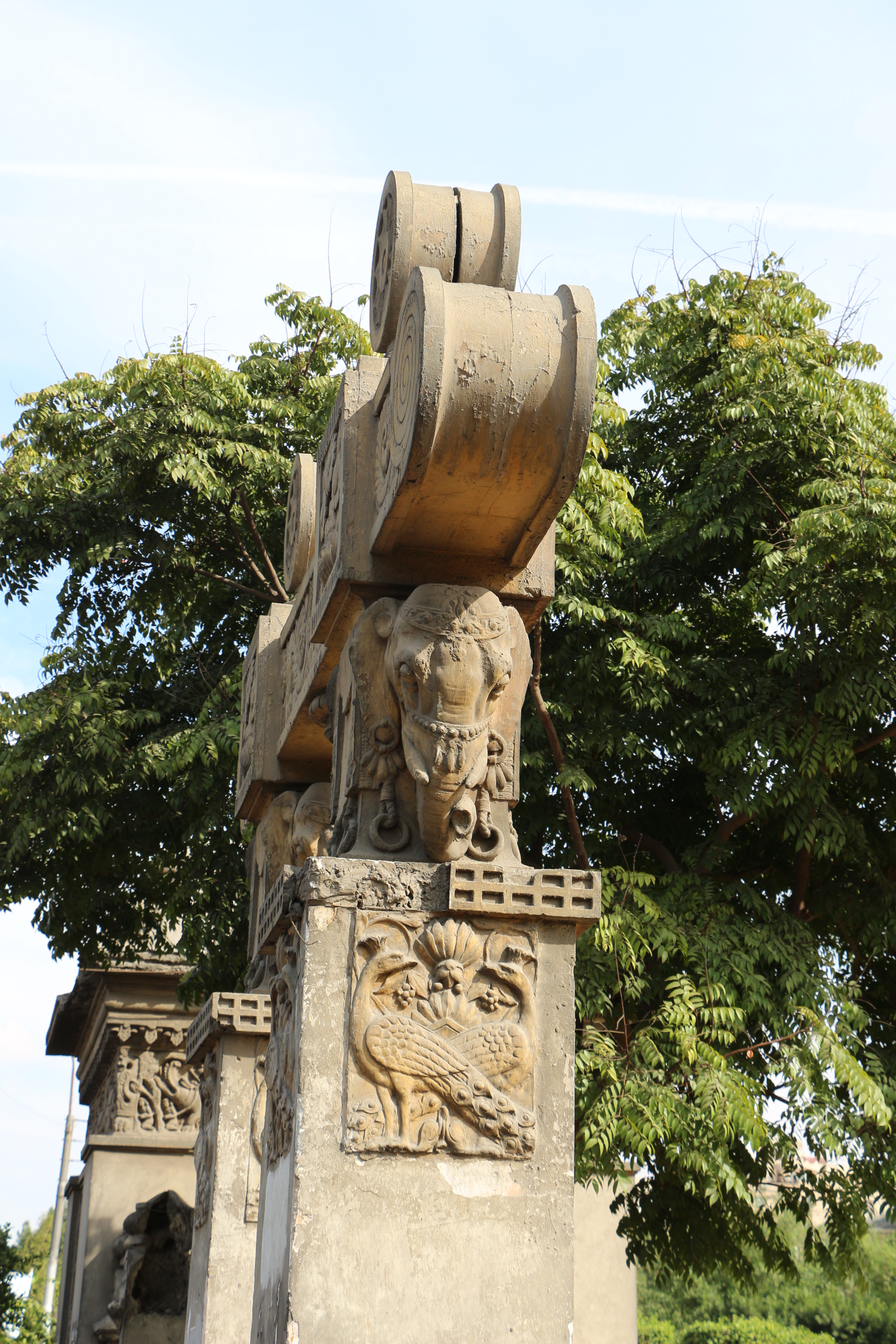
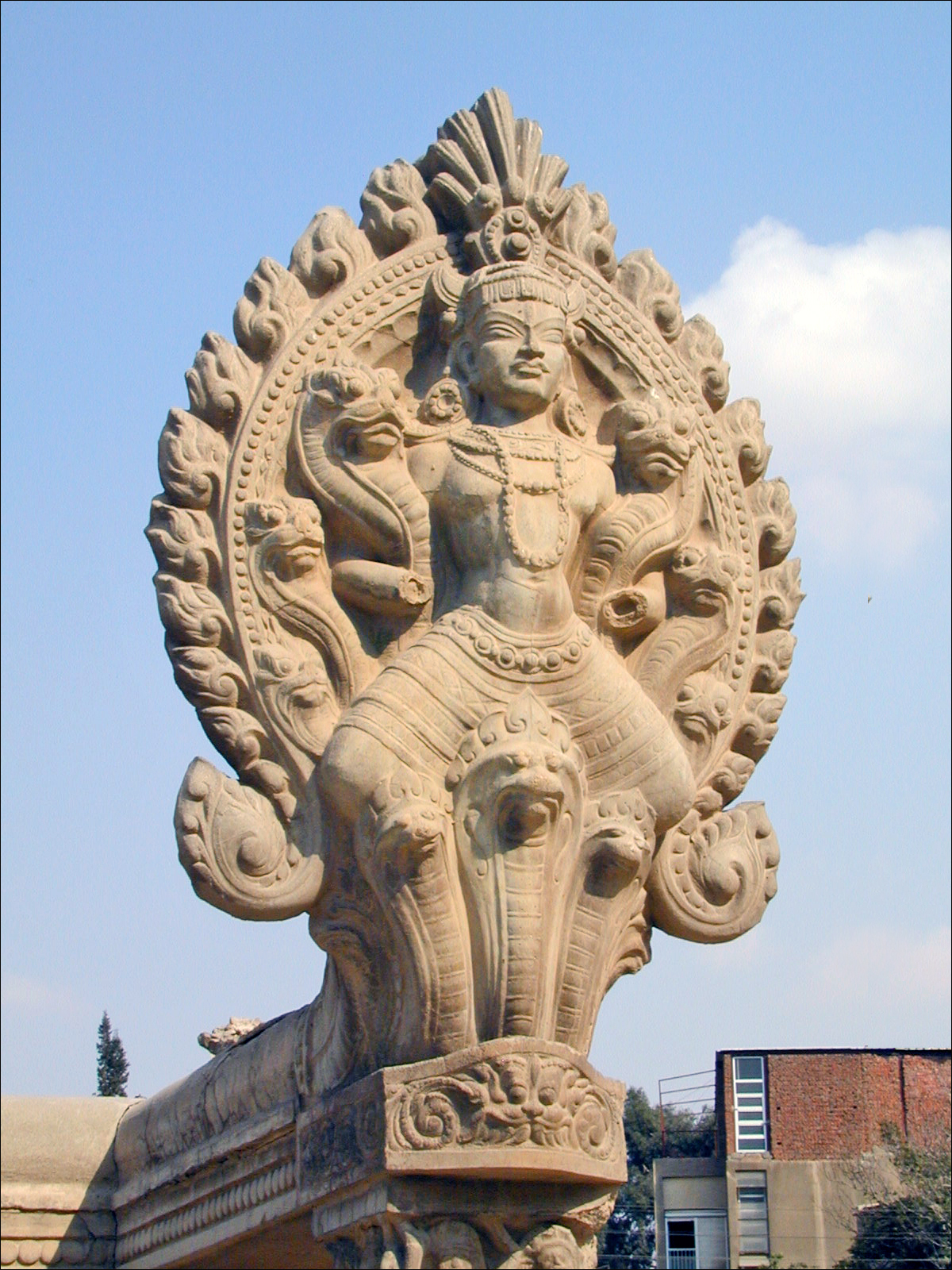
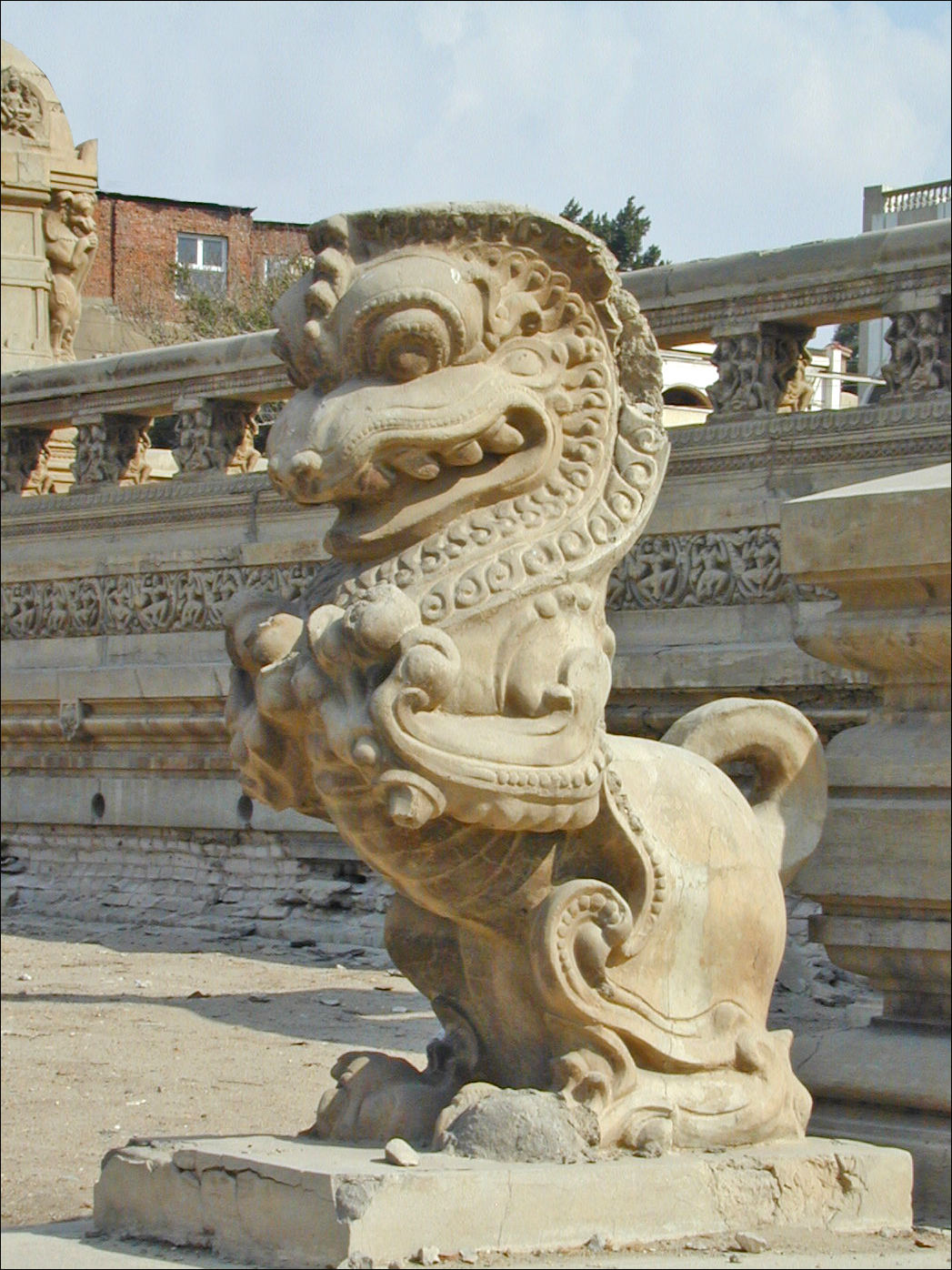
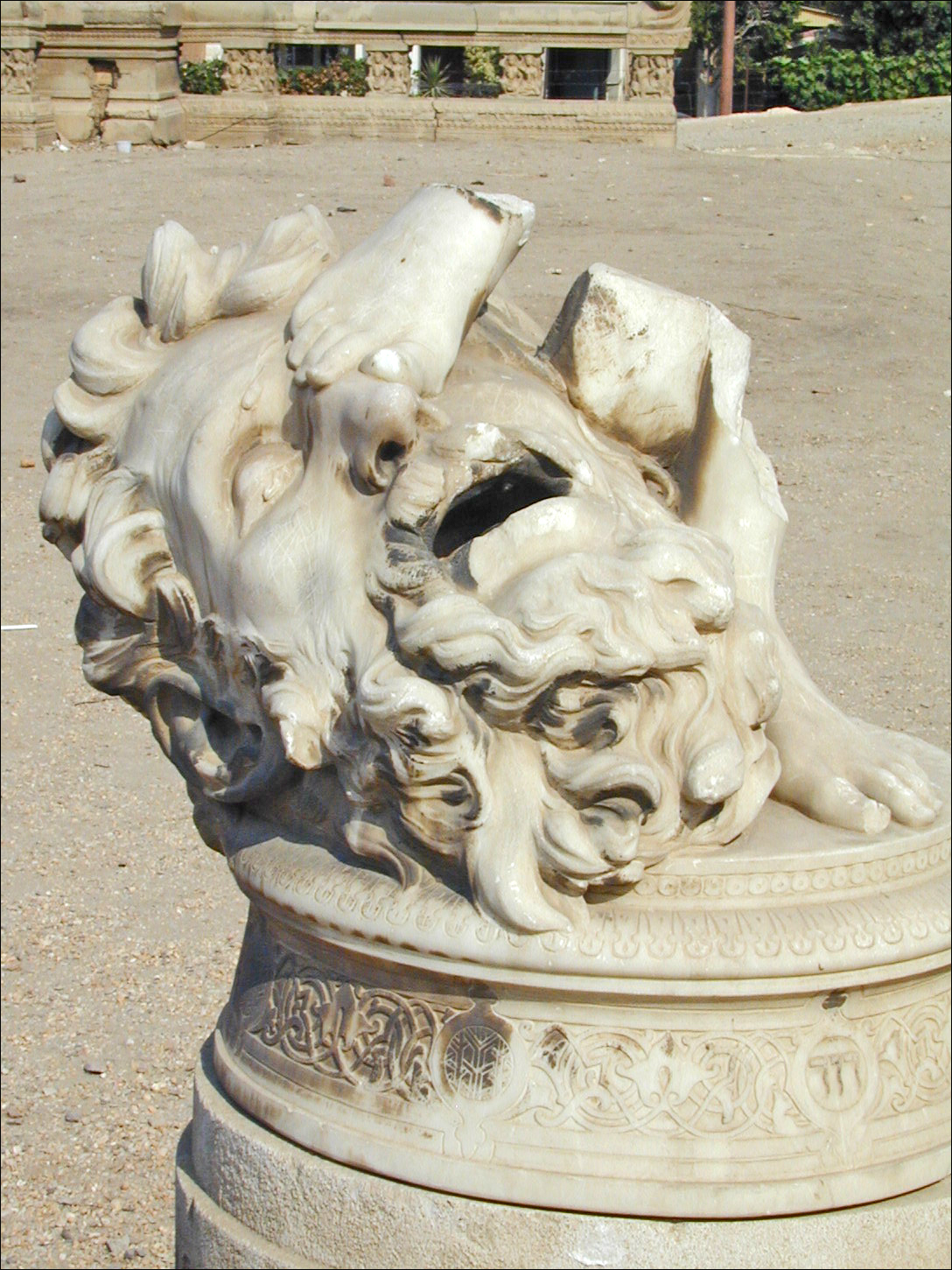
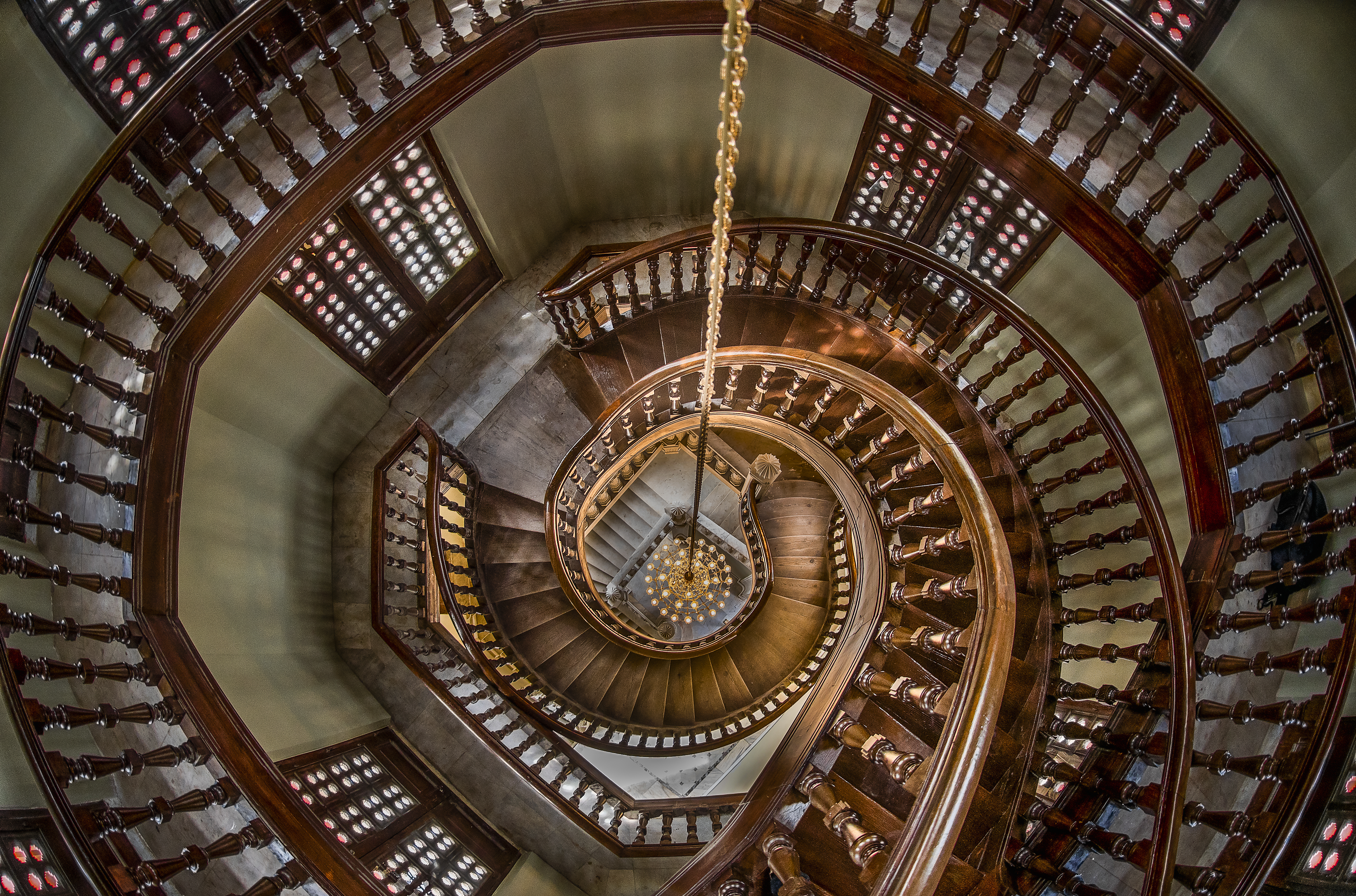
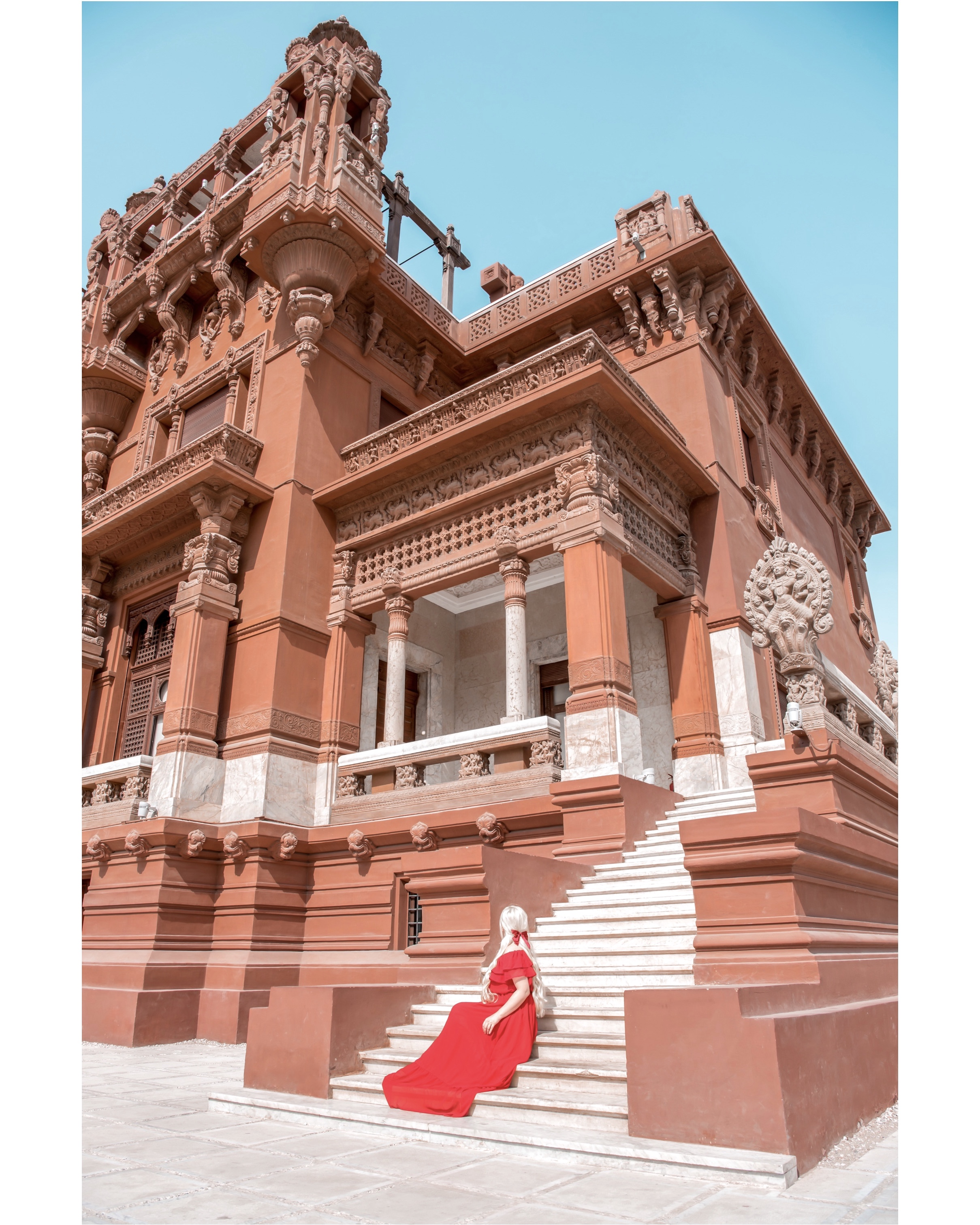
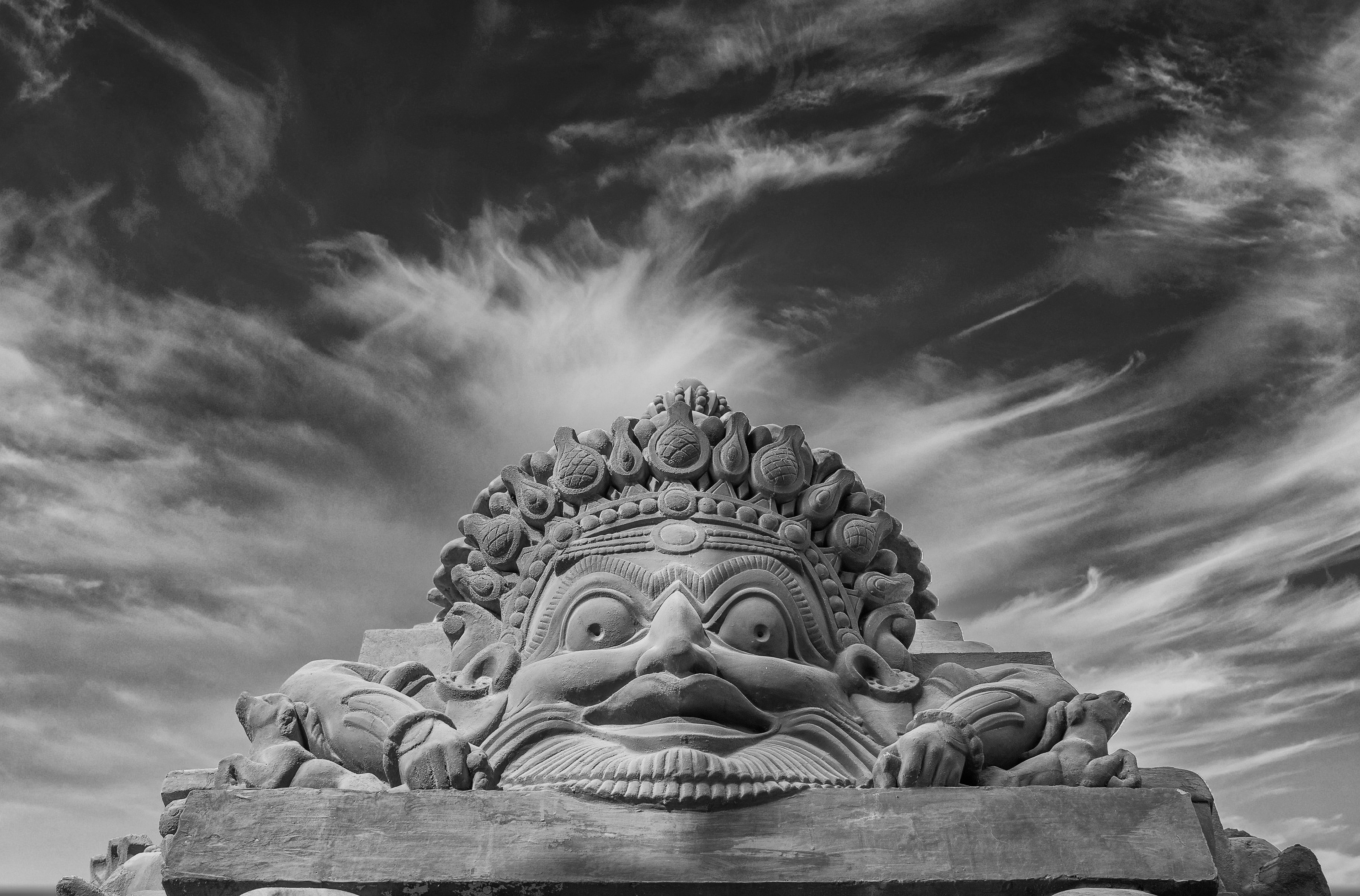
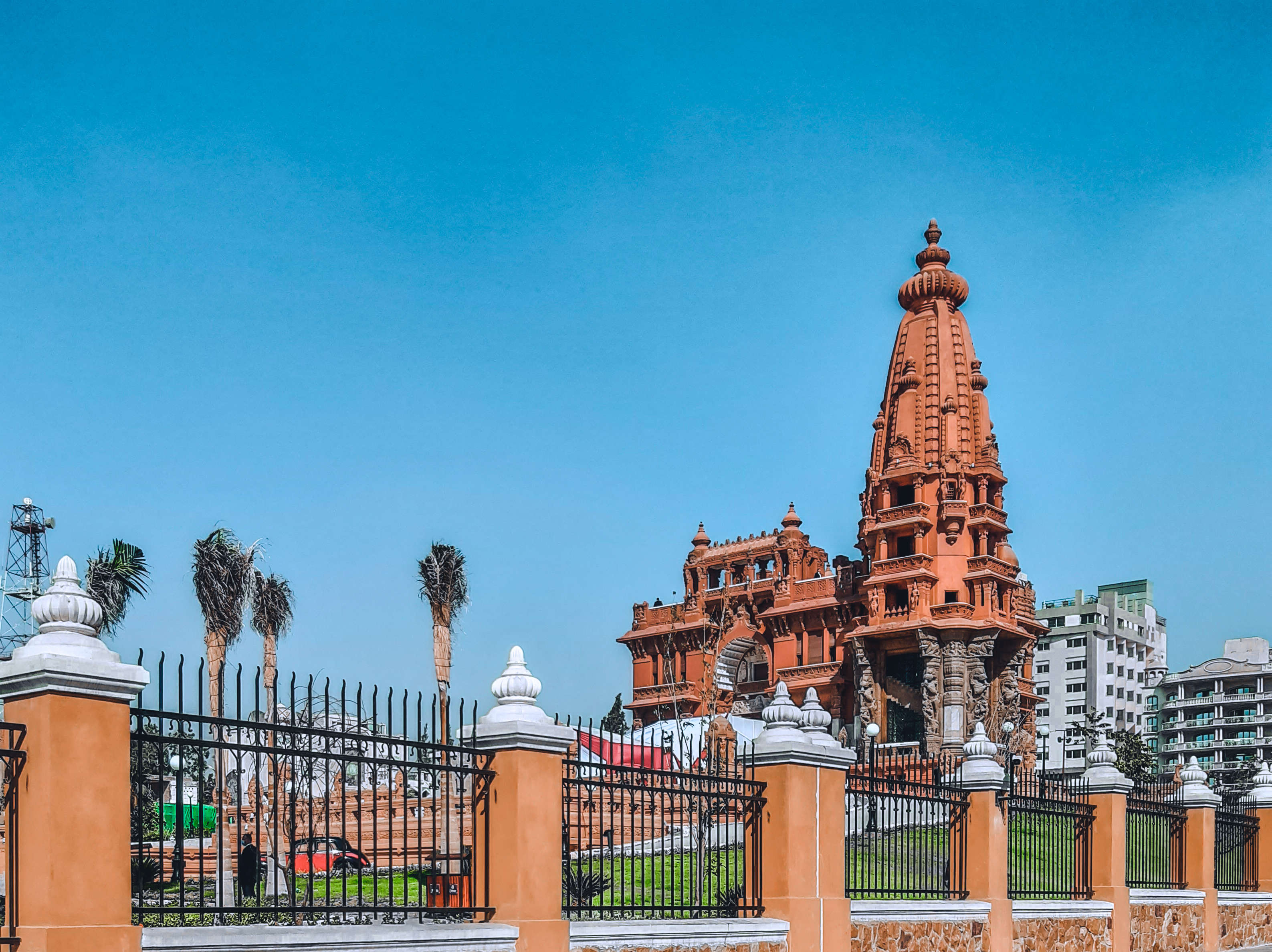

## وصلات خارجية
- archnet - Qasr Baron Empain نسخة محفوظة 30 يونيو 2020 على موقع واي باك مشين.
- وزارة الآثار - مشروع ترميم وإعادة توظيف قصر البارون إمبان نسخة محفوظة 30 يونيو 2020 على موقع واي باك مشين.
- وزارة السياحة والآثار - قصر البارون امبان نسخة محفوظة 30 يونيو 2020 على موقع واي باك مشين.
- يوتيوب (سكاي نيوز) - قصر الأشباح في مصر يعود للحياة قصر البارون نسخة محفوظة 2 يوليو 2020 على موقع واي باك مشين.
- يوتيوب (قناة التحرير) - السيسي يتفقد قصر البارون بعد افتتاحه ويستمع لشرح حول إعادة الترميم نسخة محفوظة 2 يوليو 2020 على موقع واي باك مشين.
- يوتيوب (القاهرة 24) - لا تغيب عنه الشمس.. شاهد قصر البارون بعد التجديد يفتح أبوابه لاستقبال الجمهور نسخة محفوظة 2 يوليو 2020 على موقع واي باك مشين.
- يوتيوب (العربية) - قصر البارون يفتح أبوابه في مصر نسخة محفوظة 2 يوليو 2020 على موقع واي باك مشين.
- يوتيوب (العربية) - إحياء قصر البارون إمبان عاشق القاهرة الخديوية نسخة محفوظة 2 يوليو 2020 على موقع واي باك مشين.
- يوتيوب (المقاولون العرب) - قصر البارون كيف كان وكيف أصبح على أيدي رجال المقاولون العرب نسخة محفوظة 2 يوليو 2020 على موقع واي باك مشين.
- أرشيف مصر - قصر البارون … ولا يزال الغموض مستمرا نسخة محفوظة 24 فبراير 2019 على موقع واي باك مشين.